# Ba mươi sáu cảnh núi Phú Sĩ
Ba mươi sáu cảnh núi Phú Sĩ (Nhật: 富嶽三十六景 Hepburn: Fugaku Sanjūrokkei) là một loạt tranh in phong cảnh của nghệ sĩ ukiyo-e Nhật Bản, Hokusai (1760–1849). Loạt tác phẩm mô tả ngọn núi Phú Sĩ từ các địa điểm khác nhau, đi kèm với các mùa và điều kiện thời tiết theo đó. Việc xuất bản ngay lập tức gặt hái được nhiều sự thành công, do vậy mà tiếp tục có thêm mười bản in khác được thực hiện và bổ sung vào bộ tác phẩm.

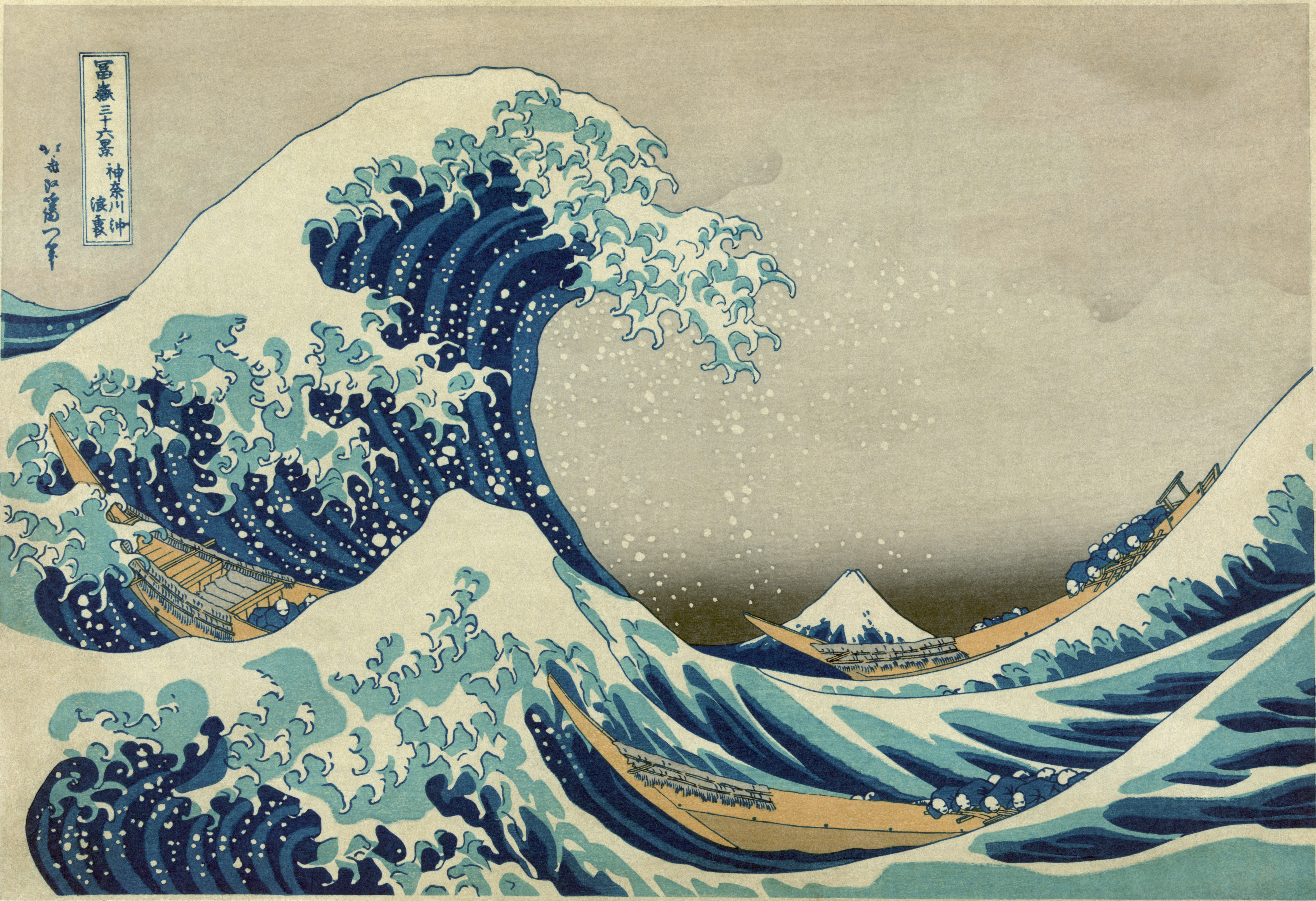
Sóng lừng ngoài khơi Kanagawa, bản họa được biết đến nhiều nhất trong bộ tác phẩm.
(Tái bản thời Shōwa (1926–1989) bởi Adachi)

Loạt bản họa Ba mươi sáu cảnh được coi là "kiệt tác in màu không cần bàn cãi" của tác giả. Được Hokusai sáng tác vào k. 1830, khi ông đang ở trên đỉnh cao của sự nghiệp vào tuổi bảy mươi, và được xuất bản bởi Nishimura Yohachi. Ba bức nổi tiếng nhất trong số đó có thể kể đến: Sóng lừng ngoài khơi Kanagawa, Gió lặng, trời xanh và Giông tố dưới đỉnh núi. Bức Kajikazawa ít được biết đến nhưng cũng có thể coi là một trong những tác phẩm tuyệt vời nhất của cả bộ.

## Lịch sử
Núi Phú Sĩ là một chủ đề phổ biến trong nghệ thuật Nhật Bản bởi ý nghĩa văn hóa và tôn giáo của nó. Niềm tin này có thể bắt nguồn từ câu chuyện cổ tích dân gian Nàng tiên trong ống tre, nơi một nữ thần đã để lại thần dược trường sinh trên đỉnh núi. Theo nhà sử học Henry Smith: "Do vậy mà ngay từ rất sớm, núi Phú Sĩ đã được coi là nguồn gốc của bí quyết trường sinh bất tử, truyền thống này luôn là nỗi ám ảnh của Hokusai về ngọn núi."
Mỗi tác phẩm đều được thực hiện qua một quá trình, theo đó bản vẽ giấy của Hokusai sẽ được dán vào tấm gỗ để chạm khắc theo. Do đó, thiết kế ban đầu sẽ bị mất trong quá trình này. Khối này sau đó được phủ mực và dán lên giấy để tạo ra hình ảnh (xem in mộc bản ở Nhật Bản để biết thêm chi tiết). Sự phức tạp trong các thiết kế của Hokusai bao gồm cả bảng màu mà ông đã sử dụng, chúng đòi hỏi phải sử dụng mỗi khối in riêng biệt cho từng màu xuất hiện trong hình ảnh.
Các bản in sớm nhất trong bộ tác phẩm được thực hiện với tông màu xanh lam (aizuri-e) làm chủ đạo, bao gồm các khối in chính cung cấp đường viền của hình ảnh. Sắc tố xanh Prussian được du nhập vào Nhật Bản từ châu Âu không lâu trước đó và Hokusai đã áp dụng với sự phổ biến rộng rãi của nó. Khi nhà xuất bản Nishimura chắc chắn về mức độ thành công của bộ tác phẩm, các bản in được chuyển sang thực hiện in đa sắc (nishiki-e). Nishimura cũng từng lên kế hoạch mở rộng cho bộ tác phẩm lên tới hơn một trăm bản in, tuy nhiên việc xuất bản cuối cùng chỉ dừng lại ở con số 46.
Bản in đơn nổi tiếng và được biết đến rộng rãi nhất trong bộ tác phẩm là Sóng ngoài khơi Kanagawa. Đây cũng là tác phẩm nổi tiếng nhất của Hokusai và thường được coi là kiệt tác nghệ thuật Nhật Bản dễ nhận biết nhất trên thế giới. Một biểu tượng khác tới từ Ba mươi sáu cảnh là Gió lặng, trời xanh hay còn được gọi là Phú Sĩ đỏ, được coi là "một trong những kiệt tác đơn giản mà lại nổi bật nhất trong tất cả các bản in của Nhật Bản".

### Ảnh hưởng
Trong khi Ba mươi sáu cảnh núi Phú Sĩ của Hokusai là bộ tác phẩm ukiyo-e nổi tiếng nhất tập trung vào ngọn núi lửa, thì có một số khác có cùng chủ đề, bao gồm cả bộ cùng tên sau này của Hiroshige là Ba mươi sáu cảnh núi Phú Sĩ và cuốn sách in tiếp theo của chính Hokusai là Một trăm cảnh núi Phú Sĩ.
Trong cuốn sách năm 1896 về Hokusai, nhà phê bình nghệ thuật người Pháp Edmond de Goncourt cho rằng mặc dù có "màu sắc khá thô", nhưng đó là "nguồn cảm hứng cho những tác phẩm phong cảnh của trường phái ấn tượng hiện nay." Nghệ sĩ người Pháp Henri Rivière (1864–1951) đã xuất bản bộ tranh in màu thạch bản "Ba mươi sáu cảnh Tour Eiffel" vào năm 1902, lấy cảm hứng từ bộ tranh in nổi tiếng của Hokusai, một trong những tác phẩm gây nhiều ảnh hưởng trong nghệ thuật Nhật Bản vào cuối thế kỷ 19 và dòng nghệ thuật đầu thế kỷ 20 của Pháp (chủ nghĩa Nhật Bản, được gọi là "Japonisme" trong tiếng Pháp)

## Ba mươi sáu bản chính

### 1.Sóng lừng ngoài khơi Kanagawa(神奈川沖浪裏,Kanagawa oki nami-ura?)
Hay còn được biết đến với tựa đề ngắn gọn là Great Wave (Sóng lừng), cùng với Giông tố dưới đỉnh núi và Phú Sĩ sớm bình minh (còn gọi là Phú Sĩ Đỏ) tạo nên bộ ba tác phẩm được yêu thích cũng như nổi tiếng nhất trong loạt bản họa về Phú Sĩ của Hokusai. Sức mạnh của thiên nhiên được tái hiện qua con sóng dữ dội đi cùng với một bố cục tài tình, sâu sắc đến mức rùng mình, cũng chính bởi điều này đã giúp nó trở thành một kiệt tác tầm cỡ thế giới. Khung cảnh mô tả ba chiếc thuyền lọt thỏm giữa cơn gió lốc và những ngọn sóng khổng lồ, cao chót vót, các lái thuyền trên đó chỉ còn biết thu mình lại và cố chống chọi với thiên nhiên. Cứ như vậy, tác giả tạo ra cuộc giằng co giữa loài người bé nhỏ và thiên nhiên dữ dội. Núi Phú Sĩ phủ tuyết trắng xóa mọc lên sừng sững ở hậu cảnh, khác xa với sự náo động trên mặt biển. Hokusai luôn dành một sự tôn thờ đặc biệt với ngọn núi lửa này, ông đã thực hiện nhiều nghiên cứu về nó qua phối cảnh phương Tây, một kỹ thuật mà ông học được từ các bản in Hà Lan. Nhận thấy phong cách phương Tây thuần túy không thỏa mãn được, ông điều chỉnh sang phong cách truyền thống của Nhật Bản. Phong cách trang trí Nhật Bản cũng được áp dụng, trong đó, các chi tiết được giản lược và tập trung vào ba yếu tố: sóng, thuyền và núi; những con sóng lớn ở tiền cảnh được đặt ngay sát trước mặt người xem; tiếp đó, ngọn núi Phú Sĩ nhỏ bé được cố ý xếp vào trong lòng ngọn sóng giận dữ, càng gia tăng thêm tính tàn bạo cho kẻ khổng lồ này. Ngọn sóng cao sừng sững chuẩn bị ập xuống, cảm giác như đang muốn nuốt chửng những con thuyền không nơi nương tựa, hay một ngọn núi Phú Sĩ như đang trên bờ vực bị xóa sổ. Màu sắc đơn giản được giới hạn trong màu trắng và hai tông màu xanh berorin (tên tiếng Nhật của xanh Berlin hay xanh Phổ), xám và nâu. Giống như bao bản in ukiyo-e khác, sóng và tuyết là những họa tiết không được áp màu mà giữ nguyên theo màu giấy. Và cũng tương tự với các bản in về sau trong bộ tác phẩm, màu xanh sẽ giữ vị trí chủ đạo và là khối in chính.

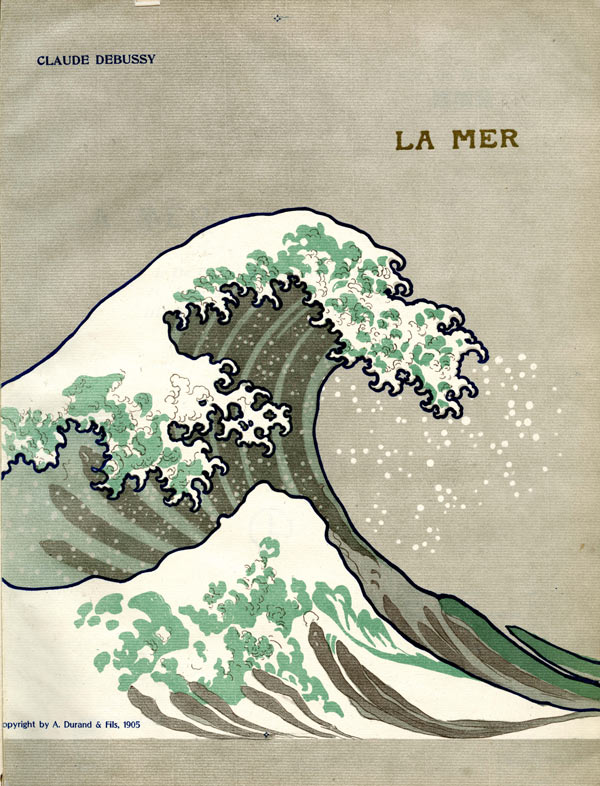
Bìa bản nhạc năm 1905.

Vào năm 1905, nhà soạn nhạc người Pháp Claude Debussy (1862-1918) đã lấy cảm hứng từ hình ảnh này để sáng tác nên bài hát La Mer (Biển cả). Đồng thời, bìa ấn bản đầu tiên của ca khúc là một phiên bản cách điệu của Sóng lừng (theo yêu cầu của nhà soạn nhạc).

Thiết kế sóng của Hokusai qua từng giai đoạn
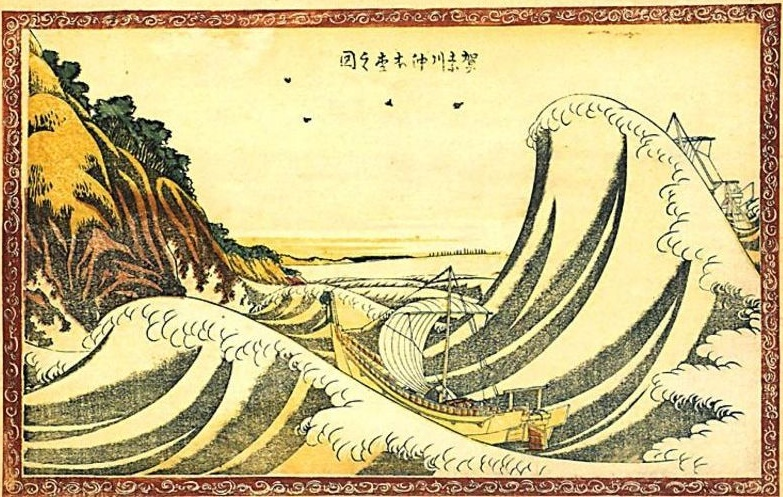
Khi 44 tuổi (1803)
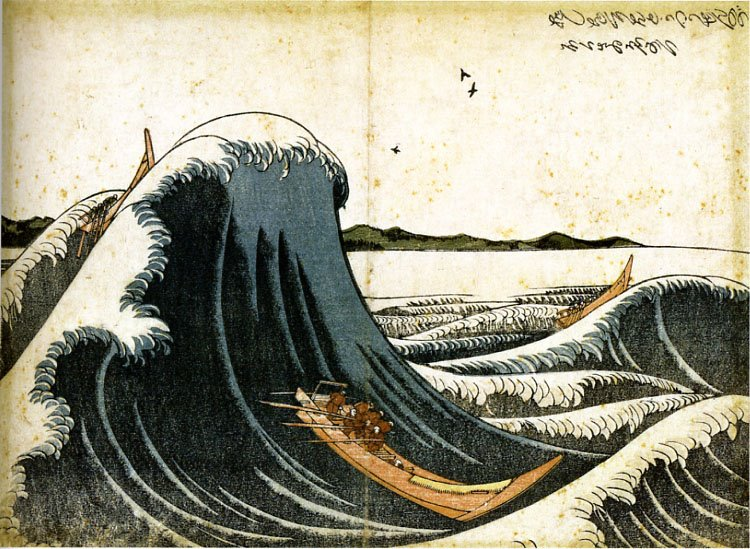
Khi 46 tuổi (1805)
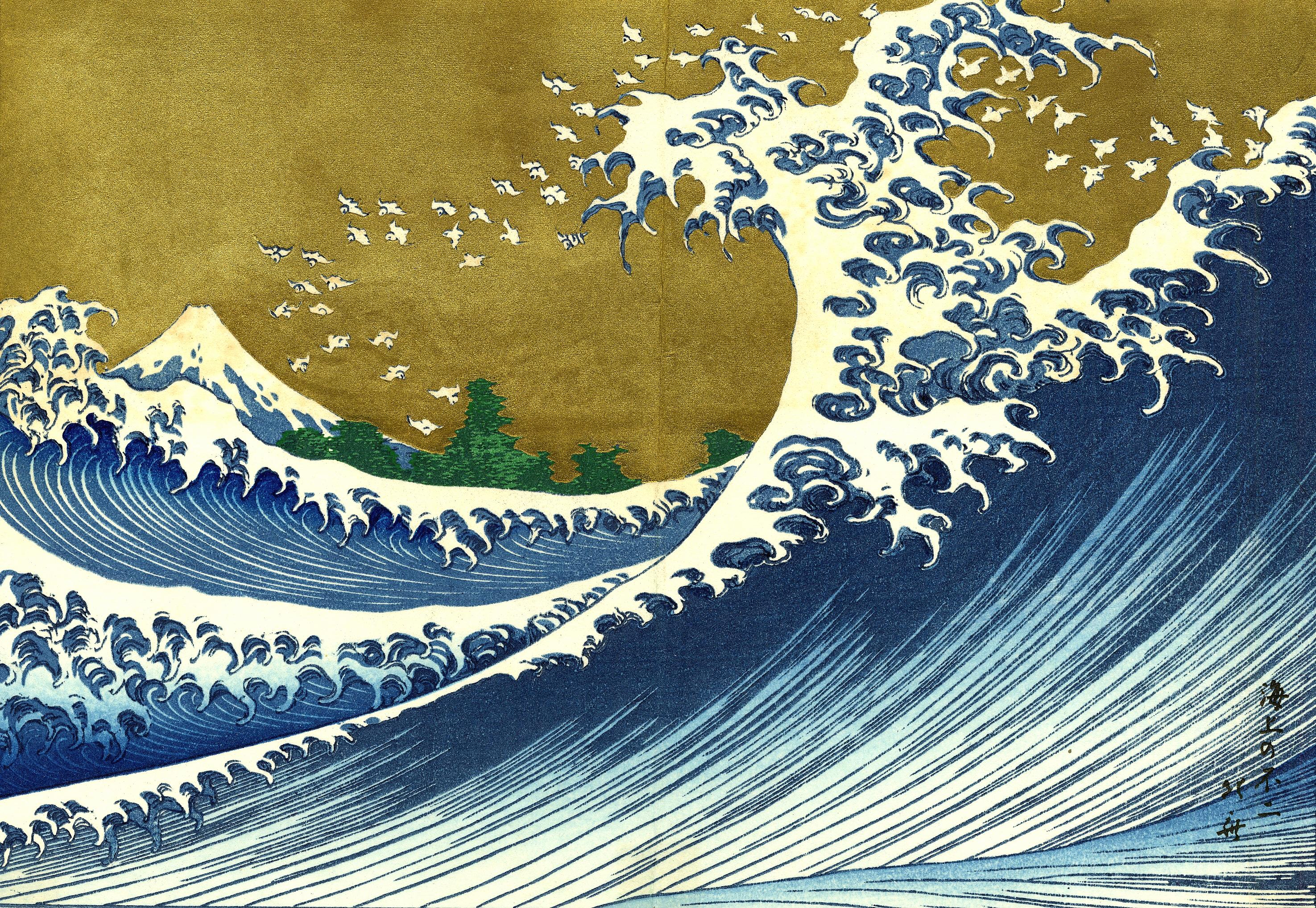
Trên 75 tuổi (1834)

### 2.Gió lặng, trời xanh(凱風快晴,Gaifū kaisei?)

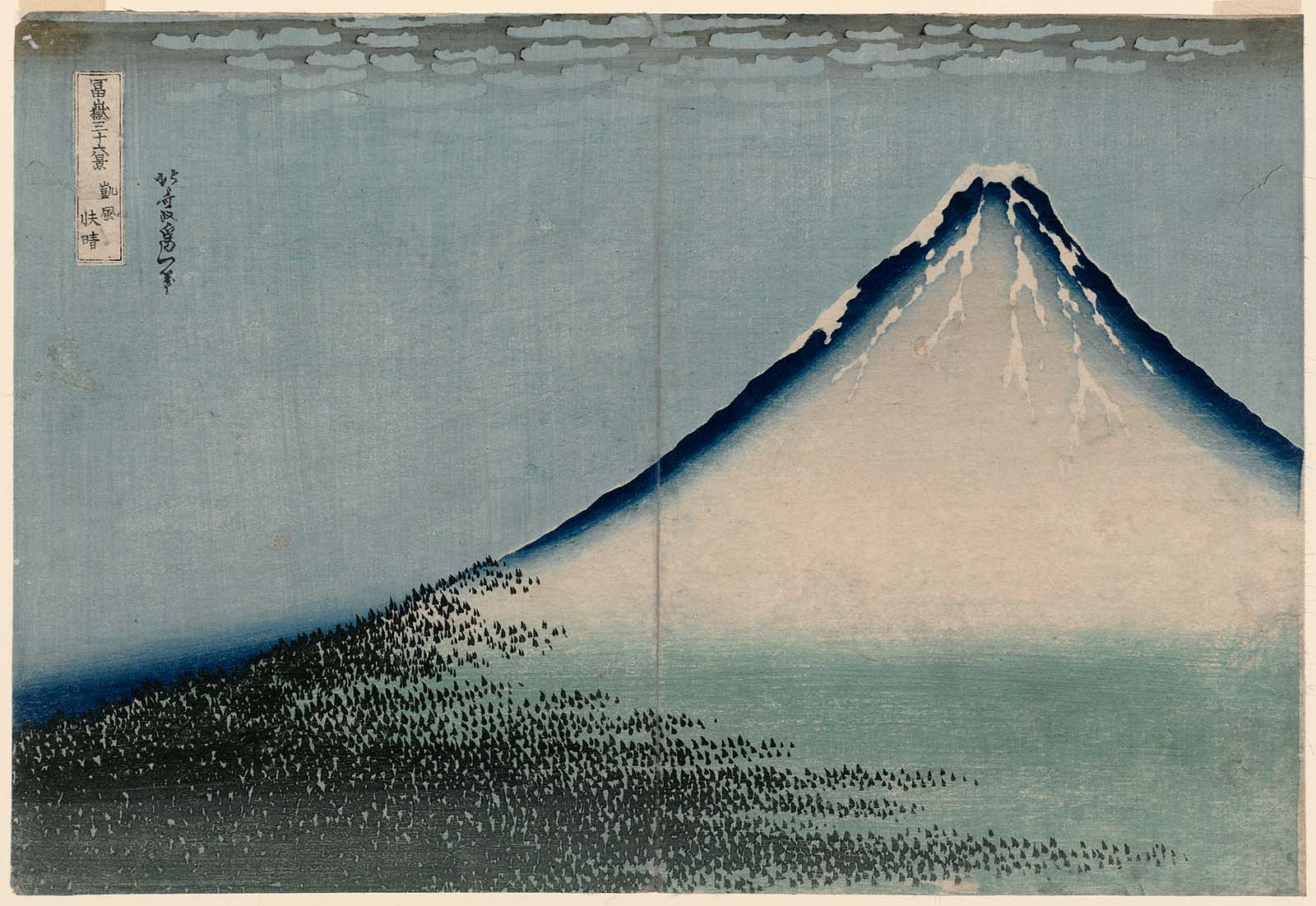
Một biến thể, tái bản muộn hơn từ các khối gỗ nguyên bản.

Bản họa này còn có các tên gọi khác như Núi Phú Sĩ lúc bình minh, hay Phú Sĩ Đỏ. Ngọn núi nhô lên bên phải, chiếm lấy một phần ba bố cục, phần sườn núi kéo dài cho tới góc dưới bên trái hình ảnh. Dày đặc quanh chân núi là một cánh rừng, chúng được mô tả tại đây qua những chấm nhỏ. Trong khi phần lớn các bản họa phong cảnh của Hokusai, thiên nhiên được sử dụng để làm bối cảnh cuộc sống thường nhật của con người, thì tại đây lại không có bất kì gợi ý nào liên quan đến sự hiện diện của con người: chỉ có núi Phú Sĩ sừng sững trên nền trời xanh và những đám mây trắng. Một bố cục tuy đơn giản nhưng đây lại là một trong những bức tranh miêu tả núi Phú Sĩ mạnh mẽ nhất của Hokusai nói riêng, cũng như với các tác phẩm về ngọn núi nói chung. Núi Phú Sĩ trông đẹp nhất là khi mang màu đỏ tươi, hiện tượng này xảy ra vào bình minh cuối hè hoặc đầu thu. Đây là lần xuất hiện đặc biệt của loại mây này trong các bản in Nhật Bản, nó mang hơi hướng phương Tây và có lẽ bắt nguồn từ các bản khắc của Hà Lan. Tác phẩm này là một trong những tranh in thuần phong cảnh đầu tiên của Hokusai, việc ông lựa chọn sử dụng loại họa tiết mây này phần nào nhằm thu hút sự chú ý của công chúng tới loạt tác phẩm mới của mình. Núi Phú Sĩ không thực sự dốc như trong hình ảnh - độ dốc của nó nhỏ hơn 45 độ - nhưng Hokusai đã tăng độ dốc về phần đỉnh nhằm tạo nên hiệu ứng ấn tượng trong mắt người xem. Màu sắc đơn giản được giới hạn trong đỏ nâu, xanh Phổ, trắng và hai sắc xanh lá, chứng minh cho một bố cục mạnh mẽ và hiệu quả nhất, đôi khi lại không cần quá phức tạp.
Gaifū Kaisei (nghĩa đen là làn gió phương nam trong bầu trời quang đãng) là gió thổi vào đầu hè, mang lại sức sống cho mọi sinh vật. Hokusai ở đây ví núi Phú Sĩ với Bồng Lai, một hòn đảo của sự vĩnh cửu trong thần thoại Trung Hoa. Nơi đây được cho là nằm ở vùng biển phía đông Trung Quốc (giống như chính vị trí của Nhật Bản), với những vách đá dốc đến mức chỉ có thể chạm tới được bằng cách bay trên lưng hạc. Núi Bồng Lai đại diện cho sự tự do tự tại của giới trí thức Trung Quốc cũng như Nhật Bản, và là một chủ đề phổ biến trong nghệ thuật.

### 3.Giông tố dưới đỉnh núi(山下白雨,Sanka hakuu?)
Bản họa này cùng với Sóng lừng và Phú Sĩ đỏ tạo thành một bộ ba kiệt tác trong loạt tác phẩm này. Giống như Phú Sĩ đỏ, quang cảnh tại bản họa này có thể xuất phát từ trí tưởng tượng của Hokusai, chúng đều là những thiết kế tuy đơn giản mà lại bao quát được hình tượng của thiên nhiên. Bố cục bản họa này về cơ bản cũng tương tự, ngọn núi lửa hình nón hiện lên sừng sững, kèm theo một đường nhấp nhô mô tả sườn trái của nó. Phần nền chỉ đơn giản là bầu trời xanh và những đám mây (tiếp tục là loại họa tiết xuất phát từ phương Tây) lơ lửng phía sau hai sườn núi. Bầu khí quyển ở độ cao lớn hơn không được tái hiện tại đây. Tuy bố cục bản họa này tương đồng với Phú Sĩ đỏ trước đó, nhưng giữa chúng vẫn có những tương phản đến từng chi tiết nhỏ nhất. Buổi bình minh tươi sáng, yên tĩnh nay đã nhường chỗ cho sự xâm chiếm của bóng tối, khi một cơn bão bất ngờ nổ ra xung quanh chân núi mang theo những tia sét lởm chởm, tạo thành một tiếng vọng không thể che giấu trên các sườn núi. Cơn giông mang theo đợt mưa rào bất chợt, hứa hẹn cho một mùa màng bội thu, cũng như thể hiện sức mạnh của tự nhiên tương tự như bức Sóng Lừng. Giữa giông bão, núi Phú Sĩ vẫn thản nhiên, sừng sững ở đó như một hình tượng không thể phá vỡ. Ba phần đỉnh núi được tái hiện với một khe sâu bên trái, có thể hiểu là để ám chỉ mặt sau (nghĩa là phía bắc) của núi Phú Sĩ. Nếu đúng như vậy, thì ý định ở đây của Hokusai có thể nhằm tạo ra sự tương phản giữa thiết kế này và thiết kế trước đó, về mặt trước/mặt sau, buổi sáng/buổi tối, thời tiết thuận lợi/bão tố. Những kiệt tác như này mang theo tinh hoa Nhật Bản tới phương Tây, gây ảnh hưởng sâu sắc đến giới nghệ sĩ theo trường phái Ấn tượng của nửa sau thế kỷ 19.

### 4.Nhìn từ cầu Mannen ở Fukagawa(深川万年橋下,Fukagawa Mannen-bashi shita?)
Trong bản họa này, Phú Sĩ được trông thấy từ phía xa, góc nhìn xuất phát từ dưới cây cầu Mannen (Vạn Niên) ở quận Fukagawa, Edo (Tokyo ngày nay). Cầu Mannen mang dáng vòm tuyệt đẹp bắc qua con sông Onagi, một nhánh nhỏ chảy vào sông Sumida. Bờ bên kia sông Sumida là một dãy dài các kiến trúc nhà cửa. Dưới mái vòm cao của cây cầu, núi Phú Sĩ mang màu xanh đậm mọc lệch sang bên trái trung tâm. Hokusai đã từng thử nghiệm một thiết kế tương tự khi đặt ngọn núi Phú Sĩ dưới một cây cầu hình vòm. Bố cục có một sự vay mượn nhất định từ phối cảnh phương Tây, trong đó, kích thước của các kiến trúc và vật thể được giảm dần khi lùi về xa. Tuy nhiên, kỹ thuật phối cảnh này không nhất quán, sự vay mượn này có vẻ như không hoàn toàn và vẫn còn nhiều dở dang trong nó. Bởi Hokusai đã cải tiến thiết kế của mình bằng cách kết hợp một số chỉnh sửa theo phong cách truyền thống của Nhật Bản. Ví dụ như ông đã lược bớt các yếu tố ngoại cảnh, phá bỏ sự gò bó trong kỹ thuật phối cảnh để tạo ra một cảm giác không gian nông và thoáng hơn.
Quang cảnh núi Phú Sĩ được trông từ xa như tại bản họa này sẽ còn thường xuyên xuất hiện suốt bộ tác phẩm, ngọn núi nổi tiếng qua đó sẽ được góp mặt ở phần hậu cảnh. Hokusai thực hiện bộ bản họa phong cảnh tiêu biểu này khi đang ở tuổi bảy mươi. Có vẻ như sau một quá trình rèn luyện nghệ thuật, kiến thức về văn học và văn hóa, kèm theo sự tinh tế của ông đều đã đạt đến đỉnh cao trong giai đoạn này. Đây cũng là thời điểm ông bắt đầu sử dụng nghệ danh Hokusai Iitsu (có nghĩa là "Hoàn thành trong một nét"), từ năm 1820 đến 1833.

### 5.Sundai, Edo(東都駿台,Tōto sundai?)
Sundai ngày nay là Surugadai ở quận Kanda, Tokyo. Trong thời kỳ Edo, khu vực này tập trung nhiều dinh thự của các bề tôi Shōgun. Những ngọn đồi ở đây cũng nổi tiếng với tầm nhìn tuyệt đẹp bao quát thành phố Edo và xa hơn nữa là núi Phú Sĩ. Bố cục hình ảnh bị chi phối bởi con dốc cao dần từ bên trái, phía trên cùng là những cành cây cao mang tán lá rộng. Tiền cảnh bên phải được che khuất bởi mái ngói lớn thuộc một dinh thự, từ góc nhìn này, nó dường như vươn tới độ cao của những ngọn đồi kế bên, mang đến cảm giác về chiều sâu cho bố cục. Không gian này dẫn dắt ánh nhìn về ngọn núi Phú Sĩ mọc lên ở phía xa, giữa các cụm mái nhà nhỏ trong vùng này. Những người thuộc các tầng lớp xã hội khác nhau đang băng qua con dốc theo hai hướng, trong đó có một samurai và ba thuộc hạ đang tiến về bên phải, nơi có một người hành hương mặc bộ đồ trắng toát nổi bật. Phía trên là một số người khác đang lên và xuống đồi. Bố cục cơ bản được thiết kế tương tự như trong bức 15 (Shimomeguro), trong đó các mô đất tại hai bên bố cục được lấp đầy và nâng cao lên, tạo ra một vùng lõm ở giữa trung tâm. Như thường lệ, Hokusai trau truốt đến từng chi tiết nhỏ như nét mặt, kiểu dáng quần áo và chuyển động cơ thể của con người, cũng như cây cối, bụi rậm và mái ngói, nhưng vẫn không bỏ qua sự rành mạch trong thiết kế. Về kỹ thuật, Hokusai sử dụng các chấm nhỏ và đổ bóng dày để tạo ra sự phình to cho mô đất. Những nét vẽ gấp khúc của cành cây cũng được lấy cảm hứng từ hội họa Trung Quốc, loại hình mà Hokusai đã nghiên cứu sâu sắc trong suốt cuộc đời của mình.

### 6.Đệm thông ở Aoyama(青山円座松,Aoyama enza-no-matsu?)
Góc nhìn xuất phát từ khuôn viên Ryugan-ji, một ngôi đền Thiền tông nổi tiếng với cây thông tuyệt đẹp. Nhánh cây lớn và trải rộng trông giống như một tấm đệm xanh khổng lồ; do đó mà nó còn được gọi là "Đệm thông". Một số cành có thể dài hơn 13 mét và cần phải được chống đỡ xung quanh do sức nặng của chính nó. Cây thông khổng lồ hoàn toàn có thể che khuất núi Phú Sĩ tại góc nhìn này, tuy nhiên Hokusai đã giải quyết vấn đề bằng cách đặt phần cây lệch trung tâm để nhường chỗ cho sườn núi dài, chạy song song với những tán lá bên dưới. Ryugan-ji tọa lạc tại khu Shibuya ngày nay, một trung tâm sôi động dành cho giới trẻ. Như thường lệ, các chi tiết nhỏ nhặt luôn được Hoksai tỉ mỉ đến từng cành cây và chùm lá, hay thậm chí là cả cánh chân và cây chổi của người làm vườn lấp ló dưới góc trái. Tại tiền cảnh là một nhóm người dã ngoại, cạnh đó là hai cha con đang dắt tay nhau leo lên ngọn đồi, hướng đến nơi mà nhóm người ngồi đó đang uống rượu sake và vãn cảnh.

Ở đây, Hokusai chủ đích tái hiện lại thân hình đồ sộ của cây thông và kết hợp với hình ảnh ngọn núi Phú Sĩ, nhằm thu hút nhiều sự quan tâm của giới công chúng lúc đó. Mục đích này cũng được ông thực hiện xuyên suốt bộ tác phẩm và là bí quyết thành công của loạt tranh này. Trong đó, ngọn núi thân quen xuất hiện cùng những thắng cảnh nổi tiếng, hay có thể là những trạm nghỉ của các tuyến đường huyết mạch. Bằng cách này, đối tượng khách hàng dễ dàng được mở rộng, giờ đây những người mua không đơn thuần chỉ vì quang cảnh ngọn núi lửa, mà còn để làm quà lưu niệm ghé thăm thủ đô. Ngành du lịch vào cuối thời kỳ Edo có nhiều tăng trưởng, việc sản xuất các cẩm nang và ấn phẩm liên quan, bao gồm cả các bản in khắc gỗ theo đó cũng được thúc đẩy mạnh mẽ.

### 7.Senju, Musashi(武州千住,Bushū Senju?)
Quang cảnh xuất phát từ Senju, ngoại ô phía bắc của Edo. Senju là một cửa ngõ quan trọng của Edo, và là điểm khởi hành cho các chuyến hành trình lên phía bắc. Do vậy mà nơi đây luôn nhộn nhịp với các khu phố đầy nhà trọ, cửa hàng và nhà hàng cung cấp dịch vụ cho khách du lịch. Tuy nhiên điều này lại không được thể hiện ở đây, thay vào đó tác giả muốn cho người xem một tầm nhìn hướng ra ngoài cánh đồng lúa, sông Arakawa và ngọn núi Phú Sĩ ở phía xa. Tại tiền cảnh, trên bờ kênh dẫn đến Arakawa, một người chăn dắt theo chú ngựa già mệt mỏi của mình, thoáng chốc ngước nhìn vào dáng vẻ tuyệt đẹp của núi Phú Sĩ. Gần đó là hai người đàn ông ngồi câu cá bên bờ và nhìn ra một khung cảnh rộng lớn trước mắt. Các thanh chống của cửa lũ (suimon) chắn giữa quang cảnh, tạo cảm giác về chiều sâu cho không gian. Hokusai cũng thường sử dụng các thiết kế tương tự như này để nhấn mạnh khoảng cách giữa tiền và hậu cảnh ở xa. Dưới đất là một con rùa bị buộc đuôi vào dây dắt, nó có thể đã được người chăn ngựa bắt dọc đường và mang về tặng làm thú nuôi cho con mình.

### 8.Đèo Inume, Kōshū(甲州犬目峠,Kōshū inume-tōge?)
Núi Phú Sĩ được trông qua sườn đồi của đèo Inume, thuộc tuyến đường Kōshū nối với thành phố Kōfu, là tỉnh Yamanashi và Tokyo ngày nay. Trên con dốc thoải bên trái có hai lữ khách dắt theo sau là hai con ngựa chất đầy hàng trên lưng. Phía trước họ là hai người đàn ông khác đang leo lên dốc. Ngọn đồi xanh ở bên phải tạo nên đối trọng với phần núi phía sau hơi lệch trung tâm về bên trái. Núi Phú Sĩ hiện lên giữa nền trời hồng, cùng một làn xương mù dày đặc đang bao phủ phần chân núi. Hai bên sườn của nó mang màu nâu đỏ, phản chiếu lại ánh sáng mặt trời và phần trên của ngọn núi có màu xanh lam về phía đỉnh, nơi tuyết phủ kín trắng xóa. So với phần nhiều trong bộ tác phẩm, tập trung mô tả xung quanh hoạt động của con người và núi Phú Sĩ chỉ đứng từ xa như một biểu tượng của sự ổn định và vĩnh cửu, thì bản họa lại tiếp cận theo một hướng ngược lại, nhấn mạnh vào bản chất luôn xoay chuyển của ngọn núi lửa qua các các mùa, hay tại những thời điểm và điều kiện thời tiết khác nhau trong ngày.

### 9.Quang cảnh núi Phú Sĩ nhìn từ tỉnh Owari(尾州不二見原,Bishū Fujimigahara?)
Bản in này được biết đến nhiều nhất bởi bố cục táo bạo, thú vị của nó với các khuôn dạng hình học xuất hiện xuyên suốt tại hình ảnh. Trên nền vàng nổi bật của tiền cảnh phía trước, một bồn tắm lớn đang được gia công cùng với người thợ bên trong đó đang chăm chút cho từng đường nét của sản phẩm. Như thường lệ, Hokusai luôn dành một sự tôn trọng đối với những con người chăm chỉ và khéo léo trong công việc của họ. Các dải tre gần đó cũng được tạo dáng tròn. Đỉnh núi Phú Sĩ hiện lên qua một hình tam giác nhỏ bé ở phía xa, nằm lọt thỏm giữa cánh đồng lúa và đường tròn của bồn tắm. Và cuối cùng là hàng ruộng lúa rộng bát ngát được xếp theo hình chữ nhật. Mối bận tâm thường thấy của Hokusai đối với các chi tiết nhỏ nhặt không được thể hiện ở đây, các yếu tố đơn giản chỉ là: cây cỏ, một cái bồn khổng lồ không đáy, người thợ với bộ dụng cụ cưa và búa. Bishū, tỉnh Owari (nằm ở phía tây tỉnh Aichi hiện nay) cách khoảng 150 dặm về phía tây của núi Phú Sĩ, và không có cách nào để trông thấy ngọn núi lửa từ vị trí xa xôi này. Do đó, việc Hokusai đưa nơi này vào trong Ba mươi sáu cảnh núi Phú Sĩ vẫn còn là một bí ẩn. Không có bất kỳ đặc điểm địa hình nào có thể nhận dạng ở đây, điều này phần nào cho thấy Hokusai không quá quan tâm đến địa lý, và ông có thể cũng không chú ý đến sự mâu thuẫn này với tiêu đề bộ tác phẩm.
Hokusai có lẽ đã có nhiều tham khảo về nguyên tắc bố cục của phương Tây, từ các nguồn tài liệu như Bàn về phương Tây (紅毛雜話 Kōmō zatsuwa), được xuất bản vào cuối thời Edo bởi nhà văn Morishima Chūryō, tuy nhiên ông cũng báo trước được nhiều hướng phát triển trong giới nghệ thuật châu Âu vào thế kỷ 19. Trong một cuốn sách hướng dẫn mỹ thuật của Hokusai năm 1812, cho thấy quan điểm của ông về việc khuyến khích sử dụng hình học cơ bản làm nền tảng cho các sáng tác nghệ thuật, điều này cũng giống với ý tưởng của các họa sĩ về sau như Paul Cézanne (1839-1906) của trường phái Hậu ấn tượng.

### 10.Ejiri ở tỉnh Suruga(駿州江尻,Sunshū Ejiri?)
Một con đường uốn lượn của vùng đầm lầy hiện lên, trên đó là những người bộ hành đang bị quấn theo con gió bất chợt; một chiếc mũ bị thổi bay, bỏ lại người chủ của nó đang cố gắng túm lấy trong vô vọng. Nhiều tờ giấy trắng cũng lần lượt bay ra từ hành lý của phụ nữ bên trái, chúng bay tứ tung lên không trung và phân tán khắp cánh đồng. Cơn gió tốc ngược tấm vải nâu vào người phụ nữ và che đi khuôn mặt của cô, cành cây cao gần đó đang rụng lá trước gió tựa như những đám bụi tro tàn. Những lữ khách còn lại đều đang cố gắng cúi thấp người và lấy mũ che để tránh gió. Ejiri là một trạm nghỉ thuộc tuyến đường Tōkaidō, nằm ở phía tây của cảng Shimizu. Thị trấn này nổi tiếng với rừng thông Miho (Miho no Matsubara) tuyệt đẹp dưới chân núi Phú Sĩ. Những rừng cây thông cao đặc trưng này đã là chủ đề cho nhiều sáng tác nghệ thuật như các bức tranh từ thời Muromachi (1392-1573), và còn được nhiều nhà thơ miêu tả trong waka và haiku. Tuy nhiên ở trong tác phẩm này, tác giả lại chọn khắc họa một địa điểm có phần kín đáo hơn tại Ejiri, nơi này chỉ là một con đường uốn lượn trên khu đầm lầy, và dành sự tập trung vào khoảnh khắc kịch tính của một cơn gió vừa bất chợt thổi qua. Để nhấn mạnh những chuyển động ở tiền cảnh cũng như sự hoang vắng của vùng đồng bằng, bảng màu được giới hạn và ngọn núi Phú Sĩ đơn giản hiện lên qua một nét duy nhất. Ngọn núi lửa mang màu trắng sáng của bầu trời, sừng sững đứng trong gió, đối lập với những gì loài người nhỏ bé phía dưới đang phải hứng chịu. Hokusai đã từng nghiên cứu một bố cục tương tự trong cuốn Mạn họa Hokusai thứ bảy của ông.

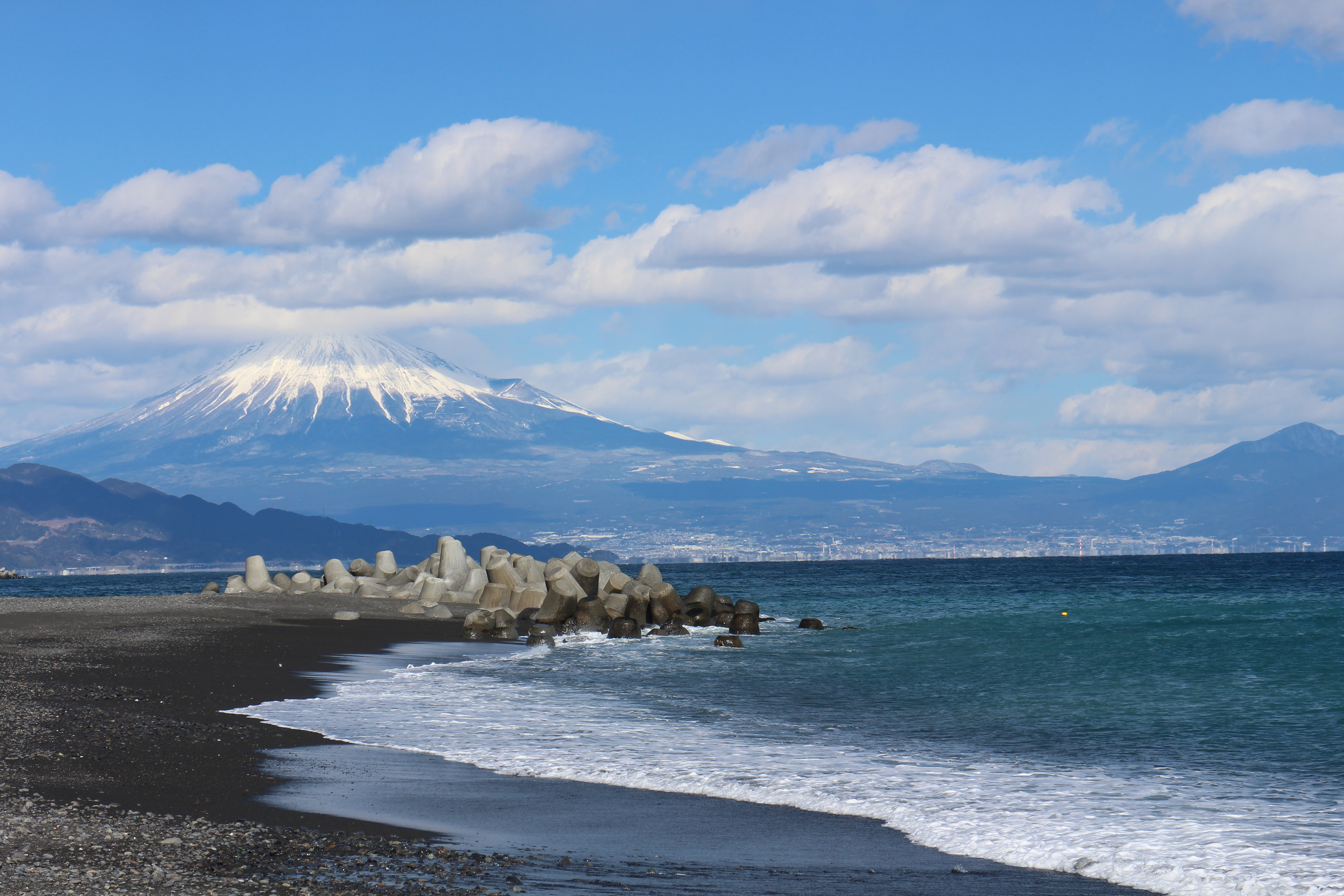
Núi Phú Sĩ nhìn từ Miho no Matsubara ngày nay

### 11.Cửa hàng Mitsu ở phố Suraga(江都駿河町三井見世略図,Kōto Suruga-cho Mitsui Miseryakuzu?)
Suruga-chō của Edo nằm ngay tại phía bắc cây cầu Nihon, khu vực này ngày nay được gọi là Muromachi 3-chome. Hai kiến trúc ở tiền cảnh thuộc về cửa hàng dệt may Echigoya Mitsui, hiện nay có tên là Mitsukoshi, chuỗi cửa hàng bách hóa lớn nhất Nhật Bản. Phố Suruga cũng là một địa điểm nổi tiếng với góc nhìn hướng thẳng về núi Phú Sĩ, đặc biệt là vào những ngày đông lạnh giá. Trong bản in này, mỗi cửa hàng hai bên đều treo biển "Quần áo" (phải) và "Dây và chỉ bện" (trái). Hai tấm biển đồng thời cũng nêu rõ chính sách của cửa hàng - "Thanh toán bằng tiền mặt" và "Không phụ phí". Hokusai phóng đại phối cảnh với điểm xuất phát từ một vị trí cao trên mái nhà ở tiền cảnh, thậm chí còn cao hơn cả đường chân trời. Do vậy mà hai kiến trúc được đưa đến ngay sát với người xem và chỉ hiển thị được tầng hai cùng phần mái, nơi những người thợ sửa chữa mái nhà đang làm việc. Phối cảnh dốc cực độ này cũng loại bỏ được các tòa nhà khác ra khỏi tầm nhìn, khéo léo dọn ra một khoảng không gian trung tâm dành riêng cho ngọn núi thiêng xuất hiện. Qua đó, phần mái nhà mang hình tam giác tương quan với hình dáng Phú Sĩ ở phía xa. Trước khi Hokusai ra mắt bộ tác phẩm về núi Phú Sĩ, ông đã có sẵn nghiên cứu từ tất cả các hình thái và chuyển động của tự nhiên, con người đến động vật, chúng đều được thể hiện trong 15 tập Manga Hokusai (Mạn Họa Hokusai). Tư thế của những người thợ này đều đã từng được thử nghiệm trong Manga. Hai con diều đang bay trên trời cho biết thời điểm là mùa đông và đang trong ngày Giao thừa. Núi Phú Sĩ gắn liền với các lễ hội năm mới, khi có giấc mơ về ngọn núi vào những thời điểm này sẽ đặc biệt được coi là điềm lành.

### 12.Hoàng hôn trên cầu Ryōgoku nhìn từ bờ sông Sumida ở Onmayagashi(御厩川岸より両国橋夕陽見,Ommayagashi yori ryōgoku-bashi yūhi mi?)
Bờ kè Ommaya là điểm dừng cho nhiều chuyến phà ngang qua hai cây cầu Ryōgoku và Ōkawa, bắc qua sông Sumida ở Edo. Cầu Ryōgoku trong bản họa này mang một vòng cung kéo dài, với điểm xuất phát gần bờ kè Ommaya. Vào thời của Hokusai, cầu Ryōgoku và các vùng lân cận xung quanh thường là nơi tụ tập đông người, chẳng hạn như để cùng ngắm pháo hoa trong các đêm hội hè. Phong tục này vẫn còn được nối tiếp cho đến ngày nay. Trong thời kỳ Edo, các con sông lớn chẳng hạn như sông Sumida và nhiều phụ lưu, kênh đào xung quanh tạo nên một mạng lưới giao thông công cộng thuận tiện. Với một khoản phí tối thiểu, hành khách đi phà vẫn có sẵn nhiều lựa chọn cho điểm đến của họ, các chuyến phà cũng chở trên đó là đủ loại người đến từ khắp nơi. Chuyến phà trong hình ảnh này khởi hành từ quận Honjo để vượt sông Sumida đến Onmayagashi. Các hành khách trên đó (bao gồm samurai, đoàn tùy tùng, một bà mẹ cho con bú, một người mù, một nhà sư Phật giáo, một người bắt chim và người lái thuyền) một số đang trò chuyện trong khi số khác ngồi trầm ngâm, một người đàn ông cùng người phụ nữ đang bận nhoài ra để giặt khăn tắm. Họ hầu hết đều thờ ơ với vẻ đẹp của núi Phú Sĩ, mà được tái hiện ở đây qua màu xanh đậm trên nền trời đỏ của hoàng hôn. Hokusai nổi tiếng với kỹ năng xử lý nước và sóng thành thạo, ông thể hiện một cách khéo léo dòng chảy cuộn của sông, để từ đó tạo độ sóng sánh cho chiếc phà. Thiết kế tài tình của Hokusai còn thể hiện qua chiếc sào dài được phủ đầy vôi của người bắt chim. Cây sào vươn cao lên trên một bầu trời trống rỗng, làm sống động cho một bố cục nằm ngang mà có lẽ sẽ hơi buồn tẻ nếu không có nó.

### 13.Điện Sazai thuộc đền Ngũ Bách La Hán(五百らかん寺さざゐどう,Gohyaku-rakanji Sazaidō?)

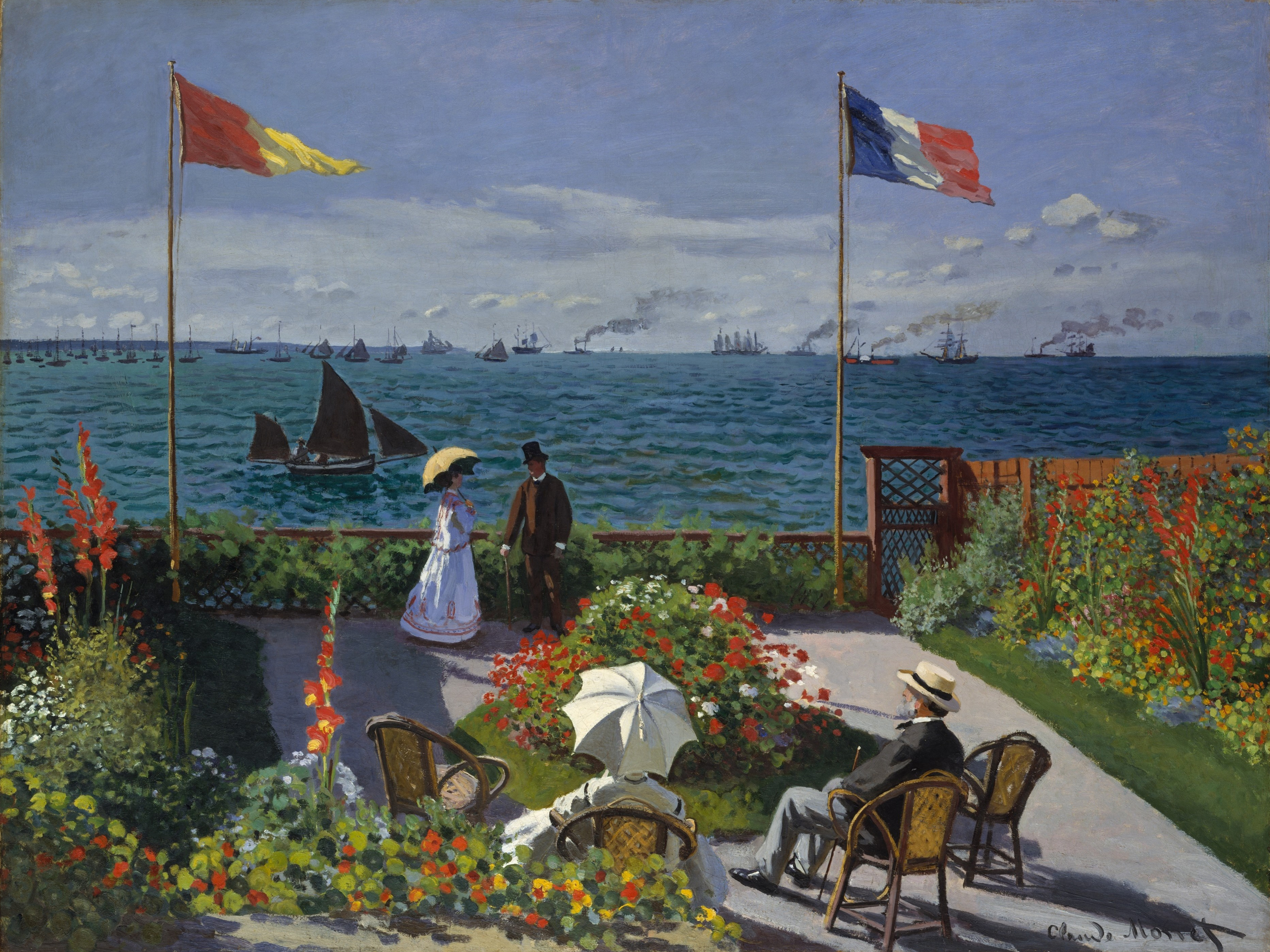
Garden at Sainte-Adresse của Claude Monet, 1867

Thay vì miêu tả con người đang trong công việc hàng ngày và quá bận rộn để ngắm nhìn núi Phú Sĩ như thường lệ, tại bản in này, Hokusai tập trung vào hình ảnh những người vượt qua khó khăn để được chiêm ngưỡng ngọn núi. Nơi đây là điện thờ Sazai (Vỏ ốc xà cừ) thuộc ngôi đền Ngũ Bách La Hán, phần sảnh này dường như được xây dựng để vươn ra sông. Hokusai áp dụng phối cảnh tuyến tính để tao hiệu ứng dẫn dắt, hướng ánh nhìn người xem đến ngọn núi Phú Sĩ ở trung tâm bố cục. Ông sắp xếp các đường gỗ chéo ở tiền cảnh, kết hợp với ngón tay trỏ của người đàn ông bên trái để hướng sự chú ý đến ngọn núi. Monet sau này đã lấy cảm hứng cho bức Garden at Sainte-Adresse của mình.
Nhóm người này hầu như đều đang chăm chú vào vẻ đẹp của ngọn núi lửa phía xa xa, hiện lên giữa nền trời xanh. Riêng ở góc phải có hai người hành hương vừa mệt mỏi leo lên với đống hành lý của mình, họ đang ngồi dựa lưng nghỉ ngơi và có vẻ không còn chút sức lực nào để chiêm ngưỡng ngọn núi. Ngoài cùng bên trái, gói hành lý màu xanh lá cây có mang ký hiệu Mitsu tomoe của nhà xuất bản Eijudō. Ký hiệu này thường xuất hiện thông qua những người hành hương xuyên suốt bộ tác phẩm, điều này một phần có thể do ông chủ xuất bản, Nishimura Yohachi, có liên hệ chặt chẽ với giáo phái Fujikō. Ở bên phải ngọn núi là Honjo, khu vực nổi tiếng với nhiều xưởng gỗ, có thể thấy qua những đống gỗ nhô lên trên bờ sông. Đền Ngũ Bách La Hán thuộc thiền phái Obaku. Nó lần đầu được xây dựng ở Honjo trong thời kỳ Genroku (1688-1703), gồm có ba tầng và là một kiến trúc cao vào thời điểm đó, khi mà hầu hết các ngôi nhà chỉ có một tầng. Sau nhiều lần tái thiết và di dời, cuối cùng nó được đặt ở Shimo Meguro. 500 La Hán là một nhóm đệ tử huyền thoại của Phật giáo, đã hoàn toàn giác ngộ (đạt tới niết-bàn) bằng nỗ lực của bản thân, chẳng hạn như bằng thiền định. Mặc dù nhóm mười sáu là tiêu chuẩn, nhưng các nhóm từ 500 trở lên cũng rất phổ biến.

### 14.Sáng sớm sau tuyết rơi, tại quán trà ở Koishikawa(礫川雪の旦,Koishikawa yuki no ashita?)
Tuy xuất sắc trong việc xử lý với sóng cuộn và nước xiết, Hokusai lại hiếm khi miêu tả cảnh tuyết. Là một nhà thiết kế tỉ mỉ đến từng chi tiết, ông có lẽ không có khuynh hướng xử lý tuyết, một thứ mang tính chất che phủ và làm mờ đi sự rõ ràng. Một đối thủ kém tuổi ông, Hiroshige, là bậc thầy xử lý thời tiết như cảnh tuyết và mưa, đây cũng là lý do chính mà Hokusai ít khi khai thác đến chủ đề này. Với một nghệ sĩ trữ tình, Hiroshige sử dụng tuyết và mưa để khơi gợi cảm xúc, chứ không nhằm mục đích tái hiện lại hình ảnh một cách chính xác và chi tiết. Buổi sáng đầy tuyết ở Koishikawa là một ví dụ hiếm hoi về cảnh tuyết của Hokusai. Phong cảnh phủ đầy tuyết trắng tương phản với màu xanh lam của nước và nền trời, tạo nên sự kết hợp mềm mại cho buổi sáng sớm. Một buổi sáng mùa đông lạnh như băng, con người thức giấc và nhận thấy thế giới của họ đã thay đổi chỉ qua một đêm. Không gian được bao phủ bởi lớp tuyết trắng toát, sạch sẽ, tươi mát. Họ tập trung tại đây, trong một căn phòng trên tầng hai, phóng tầm mắt qua những cánh cửa rộng, hào hứng ngắm nhìn quang cảnh xung quanh và hơn hết là ngọn núi Phú Sĩ, nơi đang được bao phủ hoàn toàn trong tuyết. Koishikawa thuộc khu Bunkyō ngày nay, những ngọn đồi ở đây đều mang góc nhìn rất thích hợp để thưởng cảnh Phú Sĩ, do đó mà quanh đây cũng phổ biến với các hàng quán trọ và quán trà, họ sử dụng yếu tố này để thu hút khách hàng. Con dấu của nhà xuất bản và kiểm duyệt ở góc dưới bên phải.

### 15.Hạ Meguro(下目黒,Shimomeguro?)
Bản họa này được coi là một trong những tác phẩm phức tạp và thú vị nhất của Hokusai trong bộ tác phẩm Phú Sĩ. Vượt qua dải sương mù ngăn cách người xem với khung cảnh, Hokusai lấp đầy tiền cảnh bằng những mái tranh, đống cỏ khô và những thửa ruộng bậc thang mọc trên những ngọn đồi thoai thoải về hai phía, từ đó tạo ra một không gian trũng xuống ở trung tâm bố cục. Như thường lệ, những chi tiết trong bản in đều được Hokusai thiết kế rất tỉ mỉ, từ hoa văn của những thửa ruộng đến những mái nhà tranh. Núi Phú Sĩ lấp ló hiện lên và ngâm mình trong sắc xanh của đường chân trời. Cây thông dài vươn cành lên trời tạo độ nhấn mạnh cho con dốc. Trọng tâm bản họa miêu tả những người dân đang trong cuộc sống thường nhật, như nam giới thì làm những công việc ngoài trời còn nữ giới thì bận chăm sóc con nhỏ. Bên trái là một người nông dân với chiếc cuốc trên vai đang đi lên đồi. Trong khi đó ở bên phải trung tâm, hai người nuôi chim ưng có lẽ đang hỏi đường lên đỉnh đồi. Shimo-Meguro là một ngôi làng nhỏ vào thời Hokusai, quanh đây nổi tiếng với những cánh đồng nuôi chim ưng của daimyō và từng là vùng đất nông nghiệp thuộc vùng ngoại ô Edo, hiện nay là một tiểu trung tâm quan trọng ở phía nam Tokyo. Tông màu ám vàng cùng sắc xanh của lá cây và xanh lam của nền trời kết hợp hài hòa trong bản họa này, tạo nên một khung cảnh nông nghiệp bình dị.

### 16.Cối xay nước ở Oden(隠田の水車,Onden no suisha?)
Trong bản họa này, Hokusai một lần nữa tiết lộ sở thích của mình đối với những góc nhìn quen thuộc trong cuộc sống thường nhật. Một sự đối lập được tạo ra giữa những người thợ đang chăm chú vào công việc của họ với ngọn núi Phú Sĩ phía sau, xa xôi và hoang sơ. Vào thời của Hokusai, các nhà máy xay xát vỏ gạo hoạt động bằng nước sông Shibuya ở Onden. Onden cách 59 dặm về phía đông của đỉnh núi Phú Sĩ, nơi đây vẫn là một khu nông thôn thưa thớt dân cư vào thời điểm sáng tác, hiện nay đã thành một trong những trung tâm sang trọng của Tokyo, nằm giữa Harajuku và Aoyama. Gần như toàn bộ nửa bên trái của bức tranh bị che khuất bởi cối xay nước. Trong đó, bánh xe đưa nước vào một máng gỗ cắt ngang ở tiền cảnh để cho một người phụ nữ vo gạo; hai người nông dân khác thì đang vác bao lúa chưa bóc vỏ. Một cậu bé dắt theo chú rùa đến máng nước, chi tiết này đã từng được đề cập trong bức thứ 7. Không một ai đoái hoài đến núi Phú Sĩ, bởi họ đều đang quá bận rộn với công việc của mình. Bản in này cho thấy rõ ràng xu hướng thiết kế của Hokusai, ông thường phân chia hình ảnh theo môi trường xung quanh, theo tự nhiên hoặc con người, thành các dạng hình học và tập hợp chúng lại thành một bố cục nhất quán: hình chữ nhật của cối xay và ống khói, hình bán nguyệt của bánh xe, hình tam giác của Fuji, hình tròn của đầu bao tải và thùng gạo. Những tư thế của người lao động gợi lại những hình vẽ trong sách phác thảo của ông, Hokusai Manga.

### 17.Enoshima ở tỉnh Sagami(相州江の島,Soshū Enoshima?)
Hòn đảo nhỏ Enoshima nằm ngoài khơi Kamakura thuộc bờ biển Thái Bình Dương, cách khoảng 35 dặm về phía nam Tokyo. Nơi đây là một địa điểm hành hương quan trọng trong thời kỳ Edo, thu hút một lượng lớn khách hành hương đến thăm ngôi đền thờ Benzaiten, nữ thần của tri thức, vẻ đẹp và nghệ thuật, đặc biệt là âm nhạc. Enoshima là một chủ đề phổ biến cho giới nghệ sĩ ukiyo-e, bao gồm cả Hokusai và Hiroshige. Những bản in như này sẽ được dùng làm quà lưu niệm cho những người hành hương và lữ khách khi đến thăm Edo. Một góc nhìn trên cao từ đất liền cho phép Hokusai bao quát được khuôn viên rộng lớn của khu đền thờ. Đang tiến tới đó là những người hành hương nhỏ bé, một số cưỡi ngựa, một số được khiêng bằng kiệu, và số khác thì đi bộ, tất cả đang tranh thủ băng qua bãi đất khi thủy triều xuống. Cổng vào ngôi đền được làm rõ bởi hai cột đèn lồng bằng đá hai bên, tiếp đến là bậc thang dẫn lên các kiến trúc chính thuộc ngôi đền. Núi Phú Sĩ xuất hiện trên mặt nước ở lề phải. Thủy triều xuống để lại các bọt nước trắng xóa, chúng được biểu thị ở đây qua nhiều những chấm trắng nhỏ, yêu cầu một kỹ thuật in xuất sắc để đạt được. Việc Hokusai sử dụng nhiều chấm nhỏ tái hiện khu rừng và phần nước rút gợi nhớ đến trào lưu nghệ thuật Pointillism, một kỹ thuật vẽ tranh của phương Tây được phát triển vào những năm 1880, trong đó các chấm nhỏ được kết hợp lại để tạo thành một bức tranh lớn. Tuy nhiên, Hokusai vì đặt quá nhiều sự quan tâm đến các chi tiết nhỏ mà đã ảnh hưởng đến bố cục chung, dẫn đến hình ảnh bị thiếu đi trọng tâm chính.

### 18.Bờ vịnh Tago gần Ejiri của Tōkaidō(東海道江尻田子の浦略図,Tōkaidō Ejiri tago-no-uraryakuzu?)
Trạm nghỉ Ejiri đã từng xuất hiện ở bức thứ 10, nằm ở phía tây bến cảng Shimizu thuộc tỉnh Shizuoka ngày nay. Núi Phú Sĩ được trông thấy từ ngoài vịnh, thông qua bãi biển Tago (Tago no ura), cửa sông Phú Sĩ. Phú Sĩ mọc lên về phía bắc, trải dài theo bãi biển là hàng thông nổi tiếng Miho (Miho no Matsubara). Tago không chỉ nổi tiếng với tầm nhìn tuyệt đẹp ra núi Phú Sĩ mà còn bởi những cánh đồng muối; thêm vào đó, những bóng người nhỏ bé đang làm việc phía dưới lại càng tăng thêm độ hùng vĩ và ấn tượng cho quang cảnh núi non nơi đây. Tại tiền cảnh, hai chiếc thuyền đang nhấp nhô theo vùng biển đầy sóng. Kỹ thuật bokashi được áp dụng cho cả màu xanh của mặt nước và ngọn núi lửa, tạo nên sự đồng nhất trong bố cục. Ngọn núi xuất hiện qua dải mây cách điệu, mang đến một bầu không khí mù sương, bí ẩn bao quanh.
Tago nằm trong số những danh lam thắng cảnh nổi tiếng nhất trên tuyến đường Tōkaidō, nơi đây đã được ca tụng trong thơ ca trong nhiều thế kỷ. Trong tuyển tập Thơ trăm nhà, nhà thơ Yamabe no Akahito (700–736) có viết:
田子の浦に Từ bờ biển Tago
打ち出でてみれば   Ta nhìn lên núi
白妙の                     Phú Sĩ ơi
富士の高嶺に          Một màu trinh bạch
雪はふりつつ          Tuyết buông xuống đời

### 19.Yoshida của Tōkaidō(東海道吉田,Tōkaidō Yoshida?)
Bản in này tiếp cận theo lối đặc biệt và độc nhất trong bộ tác phẩm về Phú Sĩ, trong đó thể hiện kiến trúc của một tòa nhà cùng nhóm khách du lịch đang ngồi quanh đó để nghỉ ngơi và thưởng cảnh. Tấm biển ghi "Phòng trà thưởng cảnh Phú Sĩ" cho biết nơi này phục vụ trà cũng như cung cấp cho khách hàng một góc nhìn đẹp ra ngọn núi. Hai người phụ nữ ngồi trên bục chính giữa (tầng lớp xã hội của họ được thể hiện thông qua vị trí chỗ ngồi), một người đang bận ngắm nhìn Phú Sĩ qua ô cửa sổ lớn, người còn lại có thể đang gọi đồ uống. Nữ phục vụ đứng dưới sảnh chỉ tay về phía ngọn núi, cô dường như đang gợi ý cho khách hàng của mình thưởng cảnh núi non trong thời gian pha trà. Một chiếc kiệu được đặt trên sàn ở lối vào, chúng có lẽ thuộc về một trong những người nữ khách hàng trên. Một ông già gần đó đang sửa chiếc dép rơm waraji, hai người đàn ông còn lại bên phải dường như đã kiệt sức sau chuyến đi đường dài, họ nghỉ kế bên cửa ra vào và phì phèo tẩu thuốc lá trên tay. Bố cục được thiết kế tương tự như Điện Sazai (bức thứ 13), nhưng có phần sống động và đa dạng hơn. Trước khi Hokusai trở nên nổi tiếng với những bản in phong cảnh, ông đã từng sáng tác rất nhiều tác phẩm xoay quanh vẻ đẹp của các nữ mỹ nhân (bijin-ga), một chủ đề kinh điển trong nghệ thuật Nhật Bản. Với những kinh nghiệm sẵn có, chúng được ông tiếp tục áp dụng cho loạt tranh phong cảnh mới của mình. Yoshida từng là một địa danh nổi tiếng trên tuyến Tōkaidō, ngày nay thuộc một phần của thành phố Toyohashi hiện đại. Ở đây Hokusai tập trung vào tính tương tác giữa con người với Phú Sĩ, chứ không phải một địa danh nổi tiếng như thường thấy.
Ký hiệu của nhà xuất bản Eijudō một lần nữa được xuất hiện trên chiếc mũ tròn gần trụ cửa. Điều này được thực hiện thường xuyên trong suốt bộ tác phẩm, nó không đơn thuần chỉ dành cho quảng cáo, mà còn có thể là một cách để Nishimura Yohachi, người chủ sở hữu của Eijudō và được biết đến là một thành viên thuộc "Giáo phái Phú Sĩ" (Fuji Shinko), thực hiện chuyến hành hương của mình đến ngọn núi theo một cách tượng trưng.

### 20.Ngoài khơi Kazusa(上総の海路,Kazusa no kairo?)
Khác với những khung cảnh dữ dội thường thấy ngoài đại dương, ở tác phẩm này, Hokusai chọn miêu tả một bề mặt nước tĩnh lặng với những đợt sóng nhỏ nhấp nhô, khơi gợi nên cảm giác yên bình nơi biển khơi. Hai chiếc thuyền buồm lớn xuất hiện tại tiền cảnh. Hokusai hẳn đã tận mắt xem xét kỹ lưỡng trên thực tế, bởi những con thuyền này được ông miêu tả chi tiết và tỉ mỉ đến mức phi thường. Những cánh buồm đã đón gió và đang hướng ra biển khơi, bỏ lại phần đất liền phía sau được uốn cong cùng với đường chân trời. Không chắc rằng Hokusai đã thực sự nhìn thấy đường chân trời cong không, nhưng vào thời của ông, trái đất hình cầu đã trở thành kiến thức phổ biến của người Nhật nhờ các cuộc tiếp xúc với người Hà Lan. Màu sắc của đại dương cũng được Hokusai để ý, chúng thay đổi theo khoảng cách từ xanh lam đến trắng rồi xanh lục, biểu thị cho độ rộng lớn của biển khơi. Phú Sĩ xuất hiện ở giữa những cánh buồm, nằm trên đường chân trời. Không giống như các tác phẩm khác về vịnh và sông, Hokusai ở đây mô tả con đường biển rộng mở nối liền giữa Edo và bán đảo Bōsō; loại tàu được miêu tả trong hình ảnh cũng khác với loại tàu trên sông. Trong thời kỳ Edo, không có loại tàu chở khách chuyên dụng nào trên các tuyến đường biển chính. Thay vào đó là những chiếc thuyền và phà được sử dụng trên sông, kênh và vịnh là để phục vụ riêng cho hành khách. Chúng được làm từ gỗ lãnh sam hoặc tuyết tùng, và có hai loại gồm buồm và mái chèo, tàu chở hàng sẽ có một cột buồm, một cánh buồm lớn bằng vải bố và có thể chứa hành khách trong một cabin lớn dưới boong tàu. Đây dường như cũng là loại tàu mà Hokusai tái hiện trong bản họa này.

### 21.Cầu Nihon ở Edo(江戸日本橋,Edo Nihon-bashi?)
Nihonbashi (cầu Nhật Bản) là trung tâm giao thông quan trọng nhất ở Edo, nơi giao nhau của hai trục đường chính - đó là Tōkaidō và Kiso nối liền giữa Edo và Kyōto. Được xây dựng vào năm 1602, cây cầu gỗ mang mái vòm dài 47 mét này bắc qua sông Nihonbashi, một trong nhiều phụ lưu nhỏ đổ ra sông Sumida. Sau nhiều lần tái thiết thì đến thời kỳ Minh Trị, nó được thay thế bằng một cây cầu đá lớn hơn và giữ nguyên cho đến ngày nay. Mạng lưới sông rạch của Edo được dùng để vận chuyển hàng hóa và con người. Qua đó có thể thấy các cửa hàng, nhà buôn và nhà kho được dựng lên dọc hai bên bờ sông. Góc nhìn này mang núi Phú Sĩ vào giữa khu phố sầm uất, bên dưới là mặt sau của các tòa nhà, nơi tàu thuyền cập bến và được công nhân bốc dỡ hàng hóa lên. Một số cửa hàng trong đó có đề ký hiệu của họ lên tường. Ngày nay Nihonbashi là một trung tâm thương mại của Tokyo với các ngân hàng, vô số siêu thị và cửa hàng bách hóa lớn. Cầu Nihon ở tiền cảnh được tác giả cắt đi với ý đồ mang lại cảm giác hỗn loạn cho dòng người qua lại trên đó. Nghiên cứu của Hokusai về phối cảnh phương Tây có thể thấy rõ ràng ở đây và như thường lệ, một giả phối cảnh được áp dụng cho các tòa nhà trên bờ sông rồi hợp nhất thành một điểm khuất ở phía xa, nơi dòng sông biến mất và nhà cửa, tàu thuyền thì giảm dần về kích thước. Chúng tụ lại ở các kiến trúc thuộc thành Edo của Shōgun, nằm tại trung tâm bố cục và ngay bên dưới đỉnh núi Phú Sĩ.

### 22.Làng Sekiya bên sông Sumida(隅田川関屋の里,Sumidagawa Sekiya no sato?)
Sumida, một con sông tương đối ngắn bắt nguồn từ dãy núi Kanto. Sông có nhiều tên gọi tùy theo vị trí của của dòng chảy: ở thượng nguồn nó mang tên Nakatsu, tiếp đến là Arakawa, Sumida, và tại hạ lưu sẽ là Ōkawa hoặc Asakusa. Dòng sông chảy từ bắc xuống nam đi qua nửa phía đông của Tokyo, kết nối quanh nó là một mạng lưới kênh đào rồi đổ ra Vịnh Tokyo. Dù ở thời điểm nào, trong thời kỳ Edo hay hiện đại, con sông đều gắn bó chặt chẽ với cuộc sống của người dân xung quanh nó; vô số cửa hàng bán buôn và nhà kho được dựng lên dọc hai bên bờ. Làng Sekiya nổi tiếng với những phong cảnh đẹp, nằm tại phía bắc thành phố Edo, nơi con sông được gọi là Arakawa. Tuy nhiên, Hokusai thay vào đó lại mô tả hoạt cảnh ba người đàn ông thúc ngựa, họ có lẽ là những người truyền tin cho mạc phủ, đang phi tốc hành theo con đê nằm giữa một vùng đầm lầy xanh lam. Núi Phú Sĩ mang sắc đỏ hiện lên giữa hai ngọn cây phía trước. Một bảng hiệu tại tiền cảnh được che chắn bao quanh, các thông cáo chính thức hay các sửa đổi luật pháp từ chính quyền sẽ được đăng lên ở đây. Hệ thống liên lạc thời kỳ Edo được phát triển quanh hai hình thức vận chuyển bao gồm: chạy bộ (hikyaku) và cưỡi ngựa (hayauma). Các nhà cung cấp dịch vụ ủy quyền đồng thời sở hữu nhiều quyền hạn đến mức không ai có thể can thiệp vào công việc họ. Nhân dịp này, Hokusai thể hiện các nghiên cứu của ông trong tạo dáng con người và động vật, phần móng của chúng tách biệt khỏi mặt đất, phần bờm, đuôi cũng như áo choàng người cưỡi cũng bị tốc lên theo gió. Chuyển động giữa người và ngựa được hòa hợp, tạo nên cảm giác chạy chân thực kèm theo một tốc độ dữ dội. Núi Phú Sĩ vẫn điềm tĩnh và bất động, trái ngược với quang cảnh vội vã phía bên dưới.

### 23.Vịnh Noboto(登戸浦,Noboto-ura?)
Một quang cảnh ngày hè bình dị, nơi người dân đang tấp nập thu gom ngao khi thủy triều xuống tại bãi biển ở Noboto. Hai người đàn ông đắc trí mang về với cái giỏ đầy, trong khi một người khác đang tiến ra bãi biển ở hướng ngược lại. Một cặp nam nữ kế bên với những chiếc giỏ rỗng, có lẽ công việc không được thuận lợi và họ đang xem xét vị trí đánh bắt khác; hai đứa trẻ ngoài cùng bên trái đang mải chơi trò chơi của riêng chúng; và cuối cùng là hai người đàn ông đứng ngoài vùng nước nông đang đãi cát bằng chiếc mẹt phẳng lì. Noboto, một làng chài nhỏ ngoài thành phố, nằm bên bờ biển phía đông của vịnh Edo. Bãi biển ở Noboto có vùng nước nông rộng lớn, là một nơi lý tưởng dành cho ngư dân cào ngao. Những chiếc cổng torii là điểm nhấn duy nhất dành cho bản họa mang bố cục đơn giản này, có lẽ chúng thuộc về ngôi đền Thần đạo đang lấp ló phía trên ngọn đồi gần bãi biển. Trái ngược với những thế lực thiên nhiên mạnh mẽ ở bản họa khác, khung cảnh bình dị thể hiện lý tưởng của Thần đạo về tính hài hòa với thế giới tự nhiên và mang đến sự bảo vệ vững chắc cho con người. Điều này được thể hiện qua hoạt động của con người dưới cặp cổng vòm torii, hay như ngọn núi Phú Sĩ xa xa, đang mang trên mình màu trắng tinh khiết (màu tượng trưng cho sự thiêng liêng trong tín ngưỡng Thần đạo).

### 24.Hồ Hakone ở tỉnh Sagami(相州箱根湖水,Sōshū Hakone kosui?)

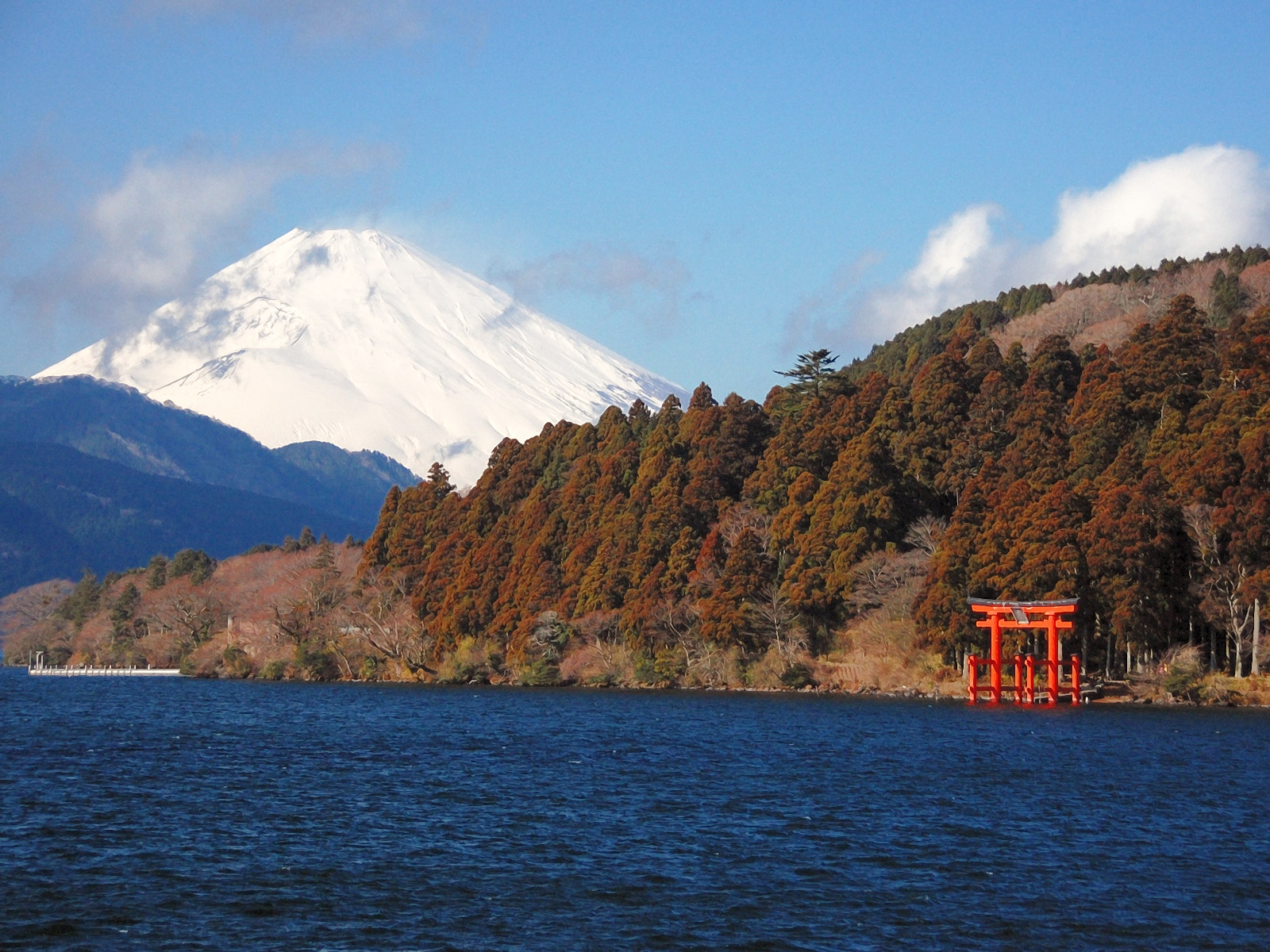
Hồ Hakone ngày nay

Nằm ở phía đông của Phú Sĩ, hồ Hakone (hay còn có tên Ashi hoặc Ashinoko) nằm gần với đỉnh núi lửa Hakone cao gần 1200 mét, và là khu vực khó khăn nhất đối với các trên chặng đường Tōkaidō. Đoạn đường gập gềnh này dài 20 dặm giữa trạm Odawara và Mishima, đi qua hồ Ashinoko và trạm Hakone. Năm 1618, một trạm kiểm soát (sekisho) được thành lập tại Hakone nhằm kiểm soát khách đi đường, đặc biệt là với phụ nữ và thiếu nữ, những người phải trải qua quá trình kiểm tra danh tính nghiêm ngặt. Mạc phủ đặc biệt lo ngại và ngăn chặn việc vợ và con gái của các lãnh chúa địa phương bỏ trốn khỏi Edo, nơi họ bị bắt buộc phải cư trú như những con tin theo chính sách luân phiên trình diện (sankin-kōtai). Để qua được trạm kiểm soát, cả nam và nữ đều phải xuất trình giấy phép thông hành, một loại hộ chiếu được cấp bởi giới chức trách tại khu vực sinh sống của họ. Trái ngược với hoạt động nhộn nhịp của con đèo, Hokusai chọn tiếp cận theo một góc nhìn huyền bí, trong đó không có bất kì sự hiện diện của con người mà chỉ là khu điện thờ Hakone linh thiêng ẩn mình trong những tán cây. Trong bản họa này, hồ Ashinoko mang làn nước xanh thẳm, vây quanh lấy những ngọn đồi tròn màu vàng. Ngọn núi mang màu nâu chủ đạo là Hakone, đứng sánh vai cùng núi Phú Sĩ đang phủ đầy trong tuyết trắng, sừng sững mọc lên trên nền trời xanh. Hình nón cân xứng của nó tương phản với bầu không khí mềm mại và những sườn đồi thoai thoải xung quanh. Sự đối lập này có thể được Hokusai mang đến nhằm tăng thêm phần kịch tính trong việc miêu tả ngọn núi Phú Sĩ của ông. Và đây cũng là một trong số ít các tác phẩm không có sự góp mặt của con người hoặc động vật. Khác với tông màu nhẹ nhàng thường thấy của bản in aizuri, hình ảnh này gây chói mắt với tông màu vàng chủ đạo, tạo nên một khung cảnh rực rỡ bắt mắt. Hokusai ở đây lạm dụng loại mây cách điệu suyari gasumi, gợi nhớ đến những bức yamato-e ("tranh truyền thống Nhật Bản") có từ thời Heian (794-1192).

### 25.Bóng đổ trên hồ Kawaguchi, nhìn từ đèo Misaka tỉnh Kai(甲州三坂水面,Kōshū Misaka suimen?)
Núi Phú Sĩ với phần dốc cao về phía đỉnh, hiện lên sau lưng ngôi làng gồm những mái nhà tranh màu nâu. Rừng cây được biểu thị bằng một thảm thực vật xanh đậm, trải rộng khắp các chân đồi và núi thấp. Tiền cảnh là hồ Kawaguchi với bề mặt nước phẳng lặng như gương, phản chiếu hình ảnh ngọn núi Phú Sĩ lên nó. Một chiếc thuyền nhỏ đang tiến đến gần, phần nào đó tăng thêm sự sôi động cho không gian tĩnh lặng này. Góc nhìn xuất phát từ con đèo Misaka nằm ở phía bắc của hồ Kawaguchi, một trong Phú Sĩ Ngũ Hồ. Núi Phú Sĩ mang một bề mặt rám nắng với phần đỉnh trắng tương đối ít tuyết, cho thấy rằng thời điểm đang là mùa hè hoặc đầu mùa thu. Ngọn núi trong bẩn họa này mang một diện mạo khác thường dànhhh cho người xem, với đỉnh núi hiểm trở tách làm ba, tiếp đó là các khe hở sâu trên sườn núi tạo nên một bề mặt gồ ghề dọc khắp sườn núi. Ảnh phản chiếu của Phú Sĩ trong bản họa này hiển nhiên không tuân theo quy luật quang học. Ở đây, Hokusai dường như muốn tái hiện cả hai bộ mặt khác nhau của Phú Sĩ - một ngọn núi xám với phần đỉnh phủ đầy tuyết như trong suy nghĩ thường thấy của mọi người và một ngọn núi màu nâu gồ ghề như cách nó mà xuất hiện trên thực tế.

### 26.Hodogaya trên tuyến Tōkaidō(東海道程ケ谷,Tōkaidō Hodogaya?)
Núi Phú Sĩ hiện lên sau những ngọn thông cao và gồ ghề ở tiền cảnh, hàng cây trải dọc suốt chặng Hodogaya thuộc tuyến đường Tōkaidō. Phía trước là những lữ khách điển hình thường thấy trên các xa lộ lớn: từ bên phải, một nhà sư Komusō đặc trưng bởi chiếc nón che kín mặt và cây sáo trúc (shakuhachi) dắt bên hông. Tiếp đến, người hầu dắt theo sau một chú ngựa của chủ nhân cùng với hàng hóa trên đó. Ký hiệu của nhà xuất bản một lần nữa xuất hiện trên đuôi ngựa, và họa tiết phần yên ngựa cũng giống với ký tự cách điệu ju trong Eijudō. Cuối cùng là một người phụ nữ trong một chiếc kiệu (kago) được khiêng bởi hai người đàn ông cạnh đó, họ có lẽ đang tạm gác kiệu để nghỉ ngơi trong giây lát. Một người buộc lại dây dép waraji, người còn lại tranh thủ lau mồ hôi trán. Ngoại trừ người dắt ngựa, dường như không một ai đoái hoài đến ngọn núi Phú Sĩ ở phía xa, có lẽ bởi mỗi người đều đang bận bịu với công việc của riêng mình. Giống như các xa lộ khác của Nhật Bản thời bấy giờ, dọc theo tuyến đường Tōkaidō (Đường Biển Đông) là các hàng cây (trong trường hợp này là cây thông) được trồng với mục đích bảo vệ khách đi đường khỏi những yếu tố tự nhiên như nắng và gió. Dân cư của khu phố có trách nhiệm chăm sóc con đường; đổi lại, họ được phép lấy lá và cành rụng để làm chất đốt. Hodogaya, từng là một làng chài nhỏ và là trạm thứ tư tính từ điểm xuất phát tại cầu Nihonbashi ở Edo. Hiện nay, khu trạm nghỉ này đã biến mất hoàn toàn giữa lòng thành phố Yokohama khổng lồ. Cách phối màu của bản in là điển hình của bộ tranh núi Phú Sĩ với một số lượng màu tối thiểu như thường thấy - hai màu xanh lam, hai loại xanh lá cây và một màu nâu hồng. Chúng được Hokusai phân bổ đồng đều và tạo sự cân đối cho bố cục.

Về thiết kế, hình ảnh con ngựa và người cưỡi trông giống hệt như trong tập một của Manga, sách phác thảo của Hokusai. Thêm một ví dụ mới về việc Hokusai đã nghiêm túc nghiên cứu nhiều loại hình thiết kế, sự thông thạo này được ông vận dụng vào những công việc về sau như tại bản họa này. Cây cối được sử dụng như một vật chắn ngang tầm nhìn là một thủ thuật thú vị trong thiết kết bố cục. Một mặt, nó tạo chiều sâu cho không gian, nhưng đồng thời lại tạo ra sự thu hút với con mắt người xem. Bố cục này còn có nguồn gốc từ một hình minh họa trong cuốn sách in khắc gỗ Trăm cảnh Phú Sĩ xuất bản năm 1768 của Kawamura Minsetsu, người đã phác họa các khung cảnh khác nhau của ngọn núi lửa trong chuyến du hành của mình. Hokusai thường xuyên vay mượn từ nhiều nguồn khác nhau, việc lấy cảm hứng (và sao chép) từ các tác phẩm nghệ thuật đi trước là một thói quen phổ biến và được chấp thuận rộng rãi trong thời Edo.

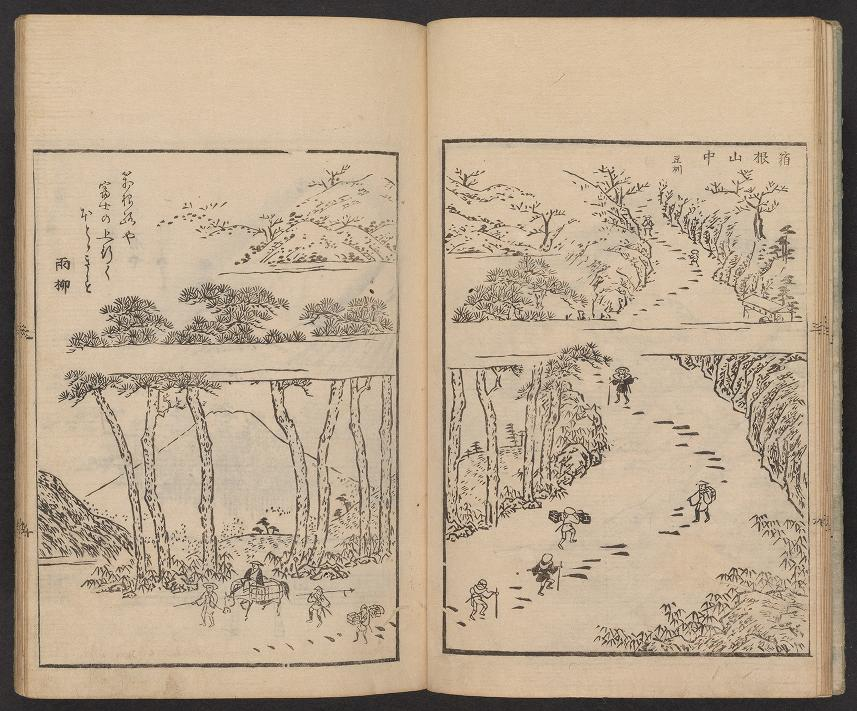
Tập thứ ba của Trăm cảnh Phú Sĩ (百富士 Hyaku Fuji?)

### 27.Sông Tama ở tỉnh Musashi(武州玉川,Bushū Tamagawa?)
Bắt nguồn từ dãy núi Chichibu, sông Tama chảy vào vịnh Tokyo, ngăn cách Tokyo ngày nay và tỉnh Kanagawa. Các vùng thượng lưu tại thành phố Ōme tạo thành một khu vực cảnh quan đặc biệt, nơi này không ít lần được nhắc tới trong thơ ca và nghệ thuật xuyên suốt nhiều thế kỉ. Ngày nay nó không còn là một trốn yên tĩnh để thưởng cảnh Phú Sĩ hay trăng như một thời từng có, mà thay vào đó là các căn hộ nhiều tầng và đường phố chật kín ô tô. Sông Tama là một trong hai con sông lớn chảy qua Tokyo. Trong thời kỳ Edo, sông Tama có vai trò như sông Sumida, gắn bó chặt chẽ với cuộc sống của cư dân nơi này; điều quan trọng nhất, nó đóng vai trò cung cấp nước cho người dân thông qua một hệ thống dẫn nước. Hokusai miêu tả một buổi sáng bên bờ sông Tama, thời điểm mà làn sương hồng dày đặc bắt đầu tan biến, để lộ ra một dòng sông rực rỡ phía sau. Trong quang cảnh sáng sớm tĩnh mịch, một chiếc phà chở hàng kèm vài hành khách băng qua sông, trong khi trên bờ, một người dắt ngựa bỗng dừng lại trong giây lát, đương ngước nhìn ngọn núi Phú Sĩ phía xa. Thế giới con người và tự nhiên được thể hiện hài hòa, những bóng người nhỏ bé phía dưới lại càng tăng thêm vẻ hùng vĩ cho ngọn núi lửa. Bản in này là một ví dụ điển hình về các tiêu chuẩn kỹ thuật cao, chúng được duy trì bởi các nhà xuất bản cao cấp nhất thời bấy giờ như Eijudō. Những con sóng được in phân cấp theo màu xanh Phổ bằng kỹ thuật bokashi, kế đến là phần sông màu trắng được in dập nổi tạo thêm những đường nét riêng biệt cho bản in. Bokashi cũng được sử dụng hiệu quả trong bầu trời và sương mù.

### 28.Đền Asakusa Hongan-ji ở Đông Đô [Edo](東都浅草本願寺,Tōto Asakusa honganji?)
Asakusa là khu dân cư đông đúc nhất ở Edo vào thời của Hokusai. Đường phố quanh đây sâm uất các cửa tiệm, là nơi cho giới thương nhân và thợ thủ công tấp nập buôn bán và sinh sống. Một trong những địa danh nổi tiếng tại đây là ngôi đền khổng lồ Asakusa Honganji, được xây dựng vào năm 1657 và thuộc một nhánh của Higashi Honganji ở Kyoto, cơ sở chính của tông phái Phật giáo Tịnh độ tông (Jōdo). Bắt đầu vào thời hậu Heian (cuối thế kỷ 11), tông phái Tịnh độ nhanh chóng thu hút được một lượng lớn các tín đồ. Đến thời Edo, Tịnh độ tông trở thành tông phái Phật giáo lớn nhất với những ngôi chùa lớn trên khắp Nhật Bản. Góc nhìn ở đây tương tự với bức thứ 11, cho phép Hokusai đưa kiến trúc ngôi đền đến ngay sát tiền cảnh và chỉ có thể nhìn thấy phần đỉnh của mái. Tương tự, mái đền vọng lại hình tam giác của núi Phú Sĩ ở phía xa. Ngoài ra, cả hai bản in đều đặt những cánh diều tại trung tâm hình ảnh, gợi ý về các lễ hội của Ngày đầu năm mới và cũng là biểu tượng liên quan của núi Phú Sĩ. Nhìn xuống phía dưới có thể trông thấy hàng dài những mái nhà nhỏ hơn, đang dần được bao phủ trong lớp mây hồng lơ lửng phía trên. Màu hồng nhạt của đám mây và cánh diều góp phần sống động cho một bản in đơn sắc xanh lam. Phần cấu trúc cao chót vót ở bên trái là khung giàn giáo được dựng lên trên một giếng đào. Bố cục ấn tượng được Hokusai thiết kế với phần mái đền đồ sộ, so với những ngôi nhà trũng bên dưới và ngọn núi Phú Sĩ bên trên. Những người thợ đang bận rộn làm việc được miêu tả qua những tư thế tỉ mỉ và chính xác, được rút ra từ các nghiên cứu về hình dáng và chuyển động, hay đạt đến đỉnh cao là khi Hokusai xuất bản cuốn sách phác họa Hokusai Manga.

### 29.Đảo Tsukuda ở tỉnh Musashi(武陽佃島,Buyō Tsukuda-jima?)
Bản họa mang góc nhìn từ trên cao, bao quát một quang cảnh những chuyến tàu ra vào tấp nập xung quanh hòn đảo, mang đến cho người xem cảm giác về cuộc sống diễn ra nơi đây. Vào thời của Hokusai, đảo Tsukuda là một làng chài nằm gần cửa sông Sumida. Cũng giống như bất kỳ làng chài nào khác, bến cảng của Tsukuda chứa vô số các cột buồm. Từ những chiếc thuyền phà nhỏ ở phía trước cho đến những con tàu có cột buồm lớn hơn ở phía xa, không khí nhộn nhịp này giúp cho bản họa nhận được nhiều sự quan tâm đặc biệt. Thuyền đánh cá, phà và nhiều loại thuyền chở hàng khác nhau được minh họa khéo léo dưới phối cảnh rút gọn (foreshortening perspective), khiến cho khoảng cách được kéo đến gần người xem hơn. Hokusai có vẻ thích thú với kết cấu đóng thuyền. Các chi tiết được mô tả tỉ mỉ từ các trụ gỗ, lối đi lại, sàn tàu, trục quay và đến bánh lái của nó. Với phong cách thường thấy của Hokusai, đó là hàng loạt các yếu tố phụ cảnh hình tam giác như những chiếc thuyền, cột buồm và mái nhà được sắp đặt nhằm tương quan với hình dáng ngọn núi Phú Sĩ tại trung tâm bố cục. Một ngọn núi lửa phủ đầy tuyết trắng, mọc lên ở phía đường chân trời cong. Qua đó, mọi chi tiết dường như đều được kết nối với nhau. Quang cảnh lúc này có lẽ đang vào hoàng hôn, bởi bóng màu xanh đậm của đảo Tsukuda mang lại cảm giác sẩm tối, mặc dù nền trời được biểu thị phớt hồng.

### 30.Bãi biển Shichiri ở tỉnh Sagami(相州七里浜,Soshū Shichiri-ga-hama?)
Bản in này là một trong số ít các tác phẩm không có xuất hiện con người trong loạt tranh Phú Sĩ. Tại Nhật Bản, loại tranh in hoặc tranh vẽ như này được gọi là 'thuần phong cảnh', để phân biệt nó với loại phong cảnh có góp mặt của con người. Bãi biển Shichiri nhìn từ góc này đã bị khuất đi phần lớn các đụn cát cuộn và hàng cây xương rồng thưa thớt. Nơi đây là một khu vui chơi du lịch nổi tiếng, trải dài giữa Kamakura và Fujisawa. Đường cong của dải đất tạo nên một bố cục không đối xứng, tiếp đó là các mỏm đất rải rác ven biển từ bờ biển cho tới Thái Bình Dương ở bên trái. Tại khúc gập của dải đất cong xuất hiện một ngôi làng và những mái nhà lợp tranh, chúng có lẽ thuộc về Koshigoe. Một số nhà bình luận đã xác định hòn đảo nhỏ ở nằm ngoài cùng bên trái là Enoshima, nhưng chắc chắn đây là một sự nhầm lẫn. Những đám mây vũ tích mang phong cách Baroque của phương Tây, đang dần nổi lên phía đường chân trời làm bật lên phần đỉnh phủ đầy tuyết trắng của ngọn núi Phú Sĩ, chúng cũng cho biết thời điểm hiện tại đang mùa hè. Các sáng tác của Hokusai được cảm hứng từ Hà Lan và cũng như qua nghiên cứu phối cảnh theo phong cách phương Tây, một trong số đó là bức Enoshima (bức 17). Cả hai đều được miêu tả từ một góc độ giống nhau, với một bãi biển cong nằm lệch về phía bên trái hình ảnh. Tuy nhiên, trong bản in này, Hokusai hướng sự quan tâm đến cá nhân ngôi làng Koshigoe, có thể thấy qua những ngọn cây bao phủ dày đặc xung quanh nó. Màu sắc được giới hạn bởi màu xanh của lá và màu xanh của đất và biển, tạo ấn tượng về một cảnh quan trong lành và thoáng đãng.

### 31.Umezawa ở tỉnh Sagami(相州梅沢庄,Soshū umezawanoshō?)
Dọc theo bờ biển tỉnh Sagami, mà ngày nay thuộc Kanagawa, quang cảnh núi Phú Sĩ tại đây được cho là rất ấn tượng với nét đẹp cổ điển của nó. Thiết kế trong bản in này đặc biệt tinh tế, ngọn núi lửa nằm yên bình ở phía ra trong khi dưới chân là một đàn sếu, loài chim thiêng liêng bậc nhất của đất nước Nhật Bản. Tại con suối ở tiền cảnh, đàn chim đắm mình trong ánh bình minh sớm, năm con đang kiếm ăn và hai con khác dang rộng đôi cánh bay về phía Phú Sĩ. Hokusai thường ám chỉ sự liên hệ giữa Phú Sĩ với những ngọn núi thần thoại Trung Quốc, đặc biệt là với núi Bồng Lai, nơi được cho là nằm phía đông ngoài đại dương của Trung Quốc (trùng hợp với vị trí của Nhật Bản). Sự so sánh càng trở nên rõ ràng bởi các vách đá dốc của núi Bồng Lai, tương truyền rằng chỉ những vị thần cưỡi trên lưng sếu mới có thể chạm tới được nơi đây. Núi Phú Sĩ xuất hiện cùng đàn sếu được cho là điềm lành, mang đến nhiều ý nghĩa tích cực đối với người Nhật. Hình nón hùng vĩ của ngọn núi mang màu xanh đậm ở đáy, kỹ thuật bokashi cho phép chúng nhạt dần thành trắng bạch ở đỉnh. Những dải mây hồng truyền thống bao quanh đôi bên khung hình; một số nhà phê bình lấy làm tiếc rằng Hokusai thường sử dụng mô típ này không với bất cứ mục đích và ý nghĩa gì. Bảng màu được giới hạn trong các sắc thái xanh lam, xanh lục và hồng nhạt. Phần ký tự cuối cùng của tiêu đề bản in này, hidari, có thể đã có nhầm lẫn trong quá trình sản xuất. Thay vào đó phải là zai (hoặc shō), tên một khu vực thuộc thị trấn Ninomiya, cách khoảng 50 dặm xuống bờ biển từ Tokyo.

### 32.Kajikazawa ở tỉnh Kai(甲州石班沢,Kōshū Kajikazawa?)

"After Koshu Kajikazawa" trong bộ tác phẩm Digital Art Chapter Six: Animism

Bản in này là một trong những thiết kế sống động và thành công nhất trong loạt tranh Phú Sĩ. Chỉ với một số yếu tố đơn giản, Hokusai thể hiện ở đây sự tương tác chặt chẽ giữa thế lực của tự nhiên với những người đàn ông bé nhỏ mà bền bỉ. Con người hiện lên giữa những đợt sóng và gió tàn nhẫn không thương tiếc, nhưng đồng thời, chính những nguồn sức mạnh này lại mang đến cho họ một kế sinh nhai, để có thể tiếp tục sinh sống và tồn tại. Núi Phú Sĩ được miêu tả dịu dàng qua những đường nét tối giản, phần đỉnh lộ ra với một sự chuyển màu tinh tế giữa bầu trời xanh mù sương. Một ngư dân đứng giăng lưới trên một mỏm đá gồ ghề, mặc cho những đợt sóng ập vào liên tục, ông quyết tâm thực hiện một cú ném tốt mà có thể thấy qua tư thế đứng - chân ghì chặt đất và phần lưng khom xuống để giữ chắc dây. Ngồi trên tảng đá phía dưới, có vẻ là cậu con trai nhỏ đang bận xử lý giỏ cá. Không có bất kỳ giao tiếp nào giữa họ, nhưng sự nỗ lực của cả hai lại được thể hiện hoàn toàn thống nhất. Giống với hầu hết các thiết kế tuyệt vời khác của Hokusai, bố cục này được tổ chức theo một chuỗi hình học lặp lại tại các vị trí khác nhau. Mỏm đá dốc kết hợp với dây lưới đánh bắt ở phía trước tạo thành một hình tam giác, tương quan với hình dáng ngọn núi Phú Sĩ phía xa. Tiếp đến là đầu đứa trẻ và cơ thể uốn cong của người đánh cá, và các ngọn sóng tiếp tục là một chuỗi lặp lại các hình tam giác của núi. Bản in này cho thấy một bảng màu điển hình, với màu chủ đạo là xanh lam.
Năm 2012, họa sĩ Mỹ gốc Nhật, Koya Abe, đã cho ra đời loạt 26 tác phẩm mang tên Digital Art Chapter Six: Animism. Bộ tác phẩm là cách phản ứng riêng của ông đối với trận động đất và sóng thần Tohoku 2011. Abe đã mượn những bản họa ukiyo-e nổi tiếng của thế kỷ 19, rồi chỉnh sửa chúng bằng kỹ thuật số để loại bỏ hầu hết mọi dấu vết về sự hiện diện của con người, giống như một thế giới mà vạn vật đều bị quét sạch sau cơn đại hồng thủy. Đáng kinh ngạc hơn, ngay cả ngọn núi Phú Sĩ mang hình tượng hùng vĩ và vững chắc nhất ở Nhật Bản - và là biểu tượng văn hóa của đất nước - cũng bị cắt bỏ hoàn toàn. Abe xử lý hình ảnh một cách tài tình đến mức người xem không thể phân biệt đâu là 'nguyên bản', đâu là phần 'chỉnh sửa' của mình. Nhờ vậy truyền tải thành công một cảm giác mất mát, đang nặng nề bao trùm lấy quê hương ông.

### 33.Đèo Mishima ở tỉnh Kai(甲州三嶌越,Kōshū Mishima-goe?)
Bản in này là mang những nét hóm hỉnh và thú vị riêng so với phần còn lại trong bộ tác phẩm. Chia đôi tiền cảnh trung tâm là một cây sugi (bách Nhật Bản) khổng lồ dựng thẳng đứng lên trời với cành lá phía trên của nó bị cắt ra khỏi khung hình. Ba người đàn ông, có lẽ trong tâm trạng hả hê sau khi vượt qua được con đèo hiểm trở này, họ đang cố gắng đo chu vi thân cây rộng lớn này bằng cách tính độ dài sải tay từng người bao quanh cây. Kích thước ấn tượng của cây còn được nhấn mạnh khi so với hình ảnh núi Phú Sĩ thấp bé hơn ở phía sau. Một người đàn ông ngồi cạnh đó đang trầm ngâm thư giãn với tẩu thuốc lá của mình, mà có vẻ không muốn tham gia cùng họ. Góc nhìn xuất phát từ đèo Mishima, vẻ ngoài huyền bí của Phú Sĩ được tăng cường bởi lớp mây cuộn tròn đỉnh núi được gọi là kasa-gumo (mây nón), theo quan niệm dân gian cho rằng những đám mây như vậy đại diện linh hồn lang thang của những người đã khuất. Tiếp đến là những tầng mây khác đang uốn lượn xung quanh thân hình đồ sộ của nó. Ngọn núi được chia thành ba dải màu xanh, trắng và đen than. Đèo Mishima nằm ở phía tây bắc của trạm Hakone thuộc tuyến đường Tōkaidō, cách núi Phú Sĩ mười tám dặm. Tuy nhiên, vị trí của nơi đây vẫn chưa được xác định rõ ràng. Ý kiến khác cho rằng nó nằm đâu đó dọc theo con đường chạy quanh phía đông núi Phú Sĩ và có lẽ chính là con đèo Kagosaka, hoặc thậm chí bản in này có thể chỉ là một trong những góc nhìn hư cấu của Hokusai về Phú Sĩ.

### 34.Phú Sĩ nhìn từ núi Tōtōmi(遠江山中,Tōtōumi sanchū?)
Bản in này nằm trong những thiết kế đặc biệt nhất của Hokusai; trong đó, bố cục được ông thiết kế với những hình dạng táo bạo che khuất tại tiền cảnh. Góc nhìn xuất phát từ tỉnh Tōtōmi nằm ở phía tây Shizuoka ngày nay, tại đây, một khúc gỗ lớn được đặt trên hai cặp giá đỡ tam giác, chúng có chiều cao khác nhau tạo nên độ nghiêng cho khúc gỗ. Núi Phú Sĩ hiện lên giữa giàn trụ lớn, đi cùng với một làn mây cuộn uốn lượn quanh nó. Hai người thợ mộc đang cưa ván với mỗi người một mặt trên và dưới. Một người đàn ông khác đang sửa lại lưỡi cưa, trong khi người phụ nữ địu con trên lưng cạnh đó đang trò chuyện với anh ta. Một chàng trai trẻ sưởi ấm bên ngọn lửa phía xa, từ đó tạo ra một cột khói khổng lồ bốc lên trời, nó mang hoa văn tương tự như đám mây bao quanh Phú Sĩ. Liên tục là các hình tam giác được kết hợp để chiếm ưu thế trong bố cục. Kích thước của khúc gỗ chia đôi hình ảnh ra thành hai góc. Một đường tam giác phía trên được cấu thành bởi ngọn đồi ở bên phải và đường bầu trời, và một tam giác phía dưới là không gian nơi các người thợ làm việc. Làn khói bay chéo qua đường chéo tạo nên sự cân đối giữa chúng, đồng thời vọng lại đám mây xoắn bao quanh núi Phú Sĩ ở phía xa. Hokusai đôi khi vay mượn thiết kế từ các nghệ sĩ khác. Thông qua việc giảm nhẹ hoặc phóng đại, cho phép ông tạo ra tác phẩm nổi bật hơn hẳn so với các thiết kế gốc. Thiết kế đặc biệt trong bản in này được dựa trên một cảnh trong Shokunin zukushi ekotoba (Mô tả bằng hình ảnh của các nghệ nhân) của Kuwagata Keisai (1764-1824). Màu xanh nhạt và xám chiếm ưu thế trong bố cục.

### 35.Hồ Suwa ở tỉnh Shinano(信州諏訪湖,Shinshū Suwa-ko?)
Quần thể hồ Suwa có chiều dài 3 dặm và rộng 2 ½ dặm, nằm trong lưu vực Suwa, nằm tại tỉnh Shinano (Nagano ngày nay) và cách khoảng 120 dặm về phía tây của Edo. Các thị trấn được dựng lên xung quanh bờ hồ, có thể kế đến như Kami Suwa và Shimo Suwa (Thượng và Hạ Suwa). Kami Suwa phát triển thịnh vượng với vai trò là cầu nối tới một tòa thành cổ xưa, nơi từng là vị trí chiếm đóng của chiến binh nổi tiếng Takeda Shingen. Tái thiết vào năm 1590, nơi đây được Mạc phủ phục hồi và trao lại cho gia tộc Suwa. Dọc đâu đó theo bờ, góc nhìn từ vị trí cao này cho thấy lâu đài Takashima là địa điểm dễ nhận biết duy nhất trong hình ảnh. Tọa lạc tại rìa mũi đất với đầy các kiến trúc trên đó, nằm lệch phía trái trung tâm bố cục và ngay dưới núi Phú Sĩ. Ngày nay lâu đài nằm hoàn toàn trong đất liền bởi nước hồ được cho là đã rút đi so với thời Hokusai. Băng qua mặt nước là hai nhân vật chèo thuyền, hướng về phía ngôi điện tại tiền cảnh. Điện thờ và núi Phú Sĩ đều là nơi thờ phụng của Thần đạo và điều thú vị là cả hai đều được Hokusai miêu tả với những đường nét tương đồng nhau. Ngoài ra, núi Phú Sĩ tí hon xuất hiện tại phía chân trời tương tự với ngôi đền nhỏ, kín đáo mà lại giữ vai trò chính ở tiền cảnh. Người ta nói rằng núi Phú Sĩ cách hồ xa đến nỗi, khi đứng tại đây, chỉ có thể thấy nó vào một ngày trời quang đãng. Bầu trời ửng đỏ cho thấy bình minh đã lên; mặt nước phai màu dần về phía xa, phản chiếu ánh sáng mặt trời. Các sắc thái xanh Phổ chiếm ưu thế trong bố cục và những thiết kế nguyên bản sẽ được in hoàn toàn bằng xanh Phổ (aizuri-e).

### 36.Ushibori ở tỉnh Hitachi(常州牛掘,Jōshū Ushibori?)
Ushibori nằm trên hồ Kasumi-ga-ura, cách khoảng 60 dặm từ Itako, thành phố Hitachi (Ibaraki ngày nay). Nơi đây là một bến cảng nội địa cầu nối với Chōshi, do vậy mà tàu thuyền thường chọn Ushibori làm nơi neo đậu. Trọng tâm bố cục là một chiếc thuyền có cấu trúc khổng lồ đang neo trong vùng đầm lầy. Cột buồm đã được hạ xuống, mũi thuyền nhô lên theo đường chéo về bên trái và phần đuôi bị khuất đi bởi một cồn cát. Gió lặng cùng với những ngọn cỏ bất động, những đám lau sậy rậm rạp này trải dài cho đến phía xa, mọc lên sau đó một Phú Sĩ phủ đầy tuyết. Góc nhìn từ Ushibori tới ngọn núi là một cảnh quan tương đối phổ biến vào thời của Hokusai, tuy nhiên với độ ô nhiễm và độ ẩm không khí ngày nay, người ta chỉ có thể thỉnh thoảng trông thấy Phú Sĩ từ đây. Không gian của một đêm đông tĩnh lặng bỗng bị tiếng người đàn ông đổ nước vo gạo xen vào, những con diệc trắng giật mình vụt bay mất. Qua những nét miêu tả con thuyền tỉ mỉ từ trong ra ngoài, cho biết Hokusai rất quan tâm đến đời sống của các nhân vật này. Phần mái được lợp bằng kaya, một loại cây bản địa trong khu vực. Hàng hóa trên thuyền - bao gồm một số loại thảm xếp và bó sậy - được xếp một cách gọn gàng, trên kệ cabin là sách cùng với sổ cái của người lái thuyền. Bố cục sống động này tái hiện một cuộc sống lẻ loi của người lái thuyền, nhất là trong không khí của một đêm đông lạnh lẽo. Có lẽ Hokusai, một người đàn ông mạnh mẽ, gần như lập dị và xa rời cuộc sống hay các vấn đề của con người, ở đây lại bất ngờ bộc lộ phần dịu dàng trong tính cách của mình. Cách phối màu đơn giản, chỉ bao gồm các sắc thái của xanh lam chủ đạo, theo đó là xanh lục và nâu, tạo nên một cảnh quan thanh bình.

## Mười bản thêm
Trong khi hầu hết các bản in trong 36 cảnh chính hiển thị "mặt trước" của Núi Phú Sĩ, lại có 10 bản in mô tả ngọn núi từ phía Tây hoặc "mặt sau" của nó (ura-Fuji). Người ta cho rằng 10 bản in này là những tác phẩm bổ sung thêm vào 36 bản ban đầu của bộ tác phẩm, tạo nên tổng số 46 bản in còn tồn tại cho đến ngày nay. Khác với trước, 10 bản thêm này đều có khối gỗ in chính màu đen, nhà xuất bản Eijudō có thể đã hủy bỏ việc sử dụng mực xanh tổng hợp nhập khẩu từ phương Tây do tác động có hại đối với sản phẩm, cũng như độ phổ biến của chúng đã giảm sút so với thời gian đầu xuất bản.

### 1.Phú Sĩ tại Gotenyama, Shinagawa của Tōkaidō(東海道品川御殿山の不二,Tōkaidō Shinagawa Goten'yama no Fuji?)
Đây là một trong những tác phẩm cực kỳ chi tiết của Hokusai. Một quang cảnh tấp nập, nơi người dân tới ngắm hoa anh đào tại Gotenyama, ngọn đồi phía bắc Shinagawa ở Edo. Gotenyama, hay núi Ngự Điện, ngọn đồi mang cái tên này bởi nơi đây được cho là nơi tọa lạc khu biệt phủ của Shōgun. Shinagawa ngày nay là một quận lớn ở Tokyo, nơi này từng trạm dừng chân đầu tiên trong năm mươi ba trạm của tuyến đường Tōkaidō, cách điểm xuất phát là Nihonbashi khoảng 5 dặm. Với tầm nhìn tuyệt đẹp ra vịnh Sagami và núi Phú Sĩ, cùng những vườn cây anh đào được trồng từ thời Kanbun (1661-72), Gotenyama là một địa điểm dã ngoại rất nổi tiếng. Hokusai tái hiện ngọn đồi qua những chùm hoa anh đào nở rộ. Cây anh đào nở hoa báo hiệu thời kỳ thay lá của chúng, điều này tạo ra những khối hoa dày đặc mang sắc hồng thuần khiết. Bản họa tái hiện không khí của một dịp lễ hội truyền thống, Hanami (tiệc ngắm hoa anh đào). Trong ngày lễ mùa xuân này, núi Phú Sĩ vươn lên bầu trời từ phía xa và bao quanh nó tại tiền cảnh là những chùm hoa sặc sỡ. Dưới những tán hoa, một nhóm người vừa thưởng cảnh vừa nhâm nhi rượu sake trên tấm thảm đỏ của họ. Một số nhóm gia đình đang leo lên ngọn đồi với đứa trẻ cõng trên lưng, trong khi số khác đã say sưa, đang vui vẻ nhảy múa với những chiếc quạt gập. Với tâm trạng hứng khởi này, ít ai quan tâm tới vẻ đẹp của núi Phú Sĩ, của đại dương hay thậm chí là của những bông hoa mà đã khiến họ cất công đến đây. Người Nhật thường nói đùa rằng "bánh bao ngon hơn hoa" (hana yori dango), có nghĩa ăn uống thì vui hơn là ngắm hoa.

### 2.Xưởng gỗ ở Honjo(本所立川,Honjo Tatekawa?)
Hokusai là bậc thầy về tối giản. Ông có thể tạo ra những thiết kế kinh điển nhất, như chỉ với một hình tam giác duy nhất để mô tả núi Phú Sĩ. Mặt khác, ông cũng thích những thiết kế tỉ mỉ và bản in này một ví dụ nổi bật trong đó. Bố cục chi tiết đến từng thanh gỗ, chúng được khai thác từ các khu rừng trồng bên bờ sông. Phú Sĩ xuất hiện ở ngoài cùng bên phải, khuất sau những cột gỗ san sát nhau. Honjo nằm tiếp giáp với Asakusa, nơi con sông nhỏ Takekawa đổ vào dòng Sumida ngay gần cầu Ryōgoku. Honjo nổi tiếng với nhiều xưởng gỗ nằm cạnh bờ sông, khu vực này đã từng xuất hiện ở bức thứ 13. Tiền cảnh phía trước là một xưởng gỗ bên bờ sông Tate tại trung tâm Edo, ba người đàn ông ở đây đang tất bật xếp gỗ. Một người bên trái ném bó gỗ lên cho người khác ở trên đỉnh, người còn lại đang cưa gỗ thành ván. Hoạt động của con người và những chồng gỗ cao chót vót vượt qua một ngọn núi Phú Sĩ nhỏ bé, bày tỏ lòng kính trọng của tác giả đối với những người lao động nhỏ bé trong công việc hàng ngày của họ. Tất cả các tư thế người tại đây đều xuất phát từ những nghiên cứu kỹ lưỡng về chuyển động, mà đã được Hokusai ghi chép lại trong cuốn sách Manga của mình. Ví dụ, động tác ném của người đàn ông rất giống với thợ sửa mái của cửa hàng Mitsui (tấm 11). Các bản in ukiyo-e thường đề tên nhà xuất bản qua con dấu, tuy nhiên, Hokusai đôi khi không nhất quán trong việc này. Eijudō, nhà xuất bản của bộ tác phẩm, ông tiết lộ tại đây qua tấm biển nằm ngang ở bên phải hình ảnh, dòng chữ ghi "Xưởng gỗ Nishimuraya" - tức là Nishimura Eijudō. Các dòng chữ khác có ghi "Ấn bản mới, hoàn thiện Ba mươi sáu cảnh núi Phú Sĩ". Điều này chỉ ra bản in là một trong mười bản bổ sung thêm vào ba mươi sáu cảnh ban đầu. Khối gỗ in chủ đạo của tác phẩm là màu đen và cũng là duy nhất trong cả bộ, thay vì màu xanh như thường lệ.

### 3.Phố đèn đỏ ở Senju(従千住花街眺望の不二,Senju Hana-machi Yori Chōbō no Fuji?)
Một phần của đoàn rước daimyō đang băng đi qua Senju, trạm nghỉ đầu tiên trên tuyến đường Nikkō Kaidō, phía đông bắc Edo. Đoàn samurai diễu hành giữa những mái nhà lợp tranh, trên vai là súng được bọc trong vải nâu và dưới hông dắt hai thanh kiếm, biểu tượng của tầng lớp họ. Cả đoàn thuộc hạ mặc đồng phục với kimono hai màu xanh và trắng. Một số người thoáng chốc liếc nhìn vẻ đẹp ngọn núi lửa phía xa. Những cánh đồng rộng thênh thang bên lề đường, nơi hai người phụ nữ làm nông vừa ngồi nghỉ vừa chiêm ngưỡng đoàn rước. Cánh đồng mùa gặt gợi ý thời điểm đang là cuối thu, cùng với Phú Sĩ hoàn toàn phủ trong tuyết trắng báo hiệu mùa đông đang đến gần. Dãy kiến trúc có rào chắn tại hậu cảnh là các nhà thổ của khu Senju, thường được gọi là Thị trấn Hoa. Khác với phố đèn đỏ Yoshiwara nổi tiếng hơn, Senju được vận hành bởi tư nhân mà chịu sự kiểm soát của chính phủ. Vào thời kỳ đỉnh cao trong thời Edo, nơi này được cho là có tới 38 nhà thổ. Một chiếc kiệu đặt trước căn tròi lá bên phải tiền cảnh, thuộc về một nhân vật quan trọng đang nghỉ ngơi trong đó. Đoàn rước của samurai cấp cao là một phần nghi thức quan trọng trong cuộc sống họ, tuy tốn kém nhưng không thể bỏ qua. Trong suốt 250 năm hòa bình của thời kỳ Edo, các chiến binh samurai không tham gia chiến đấu nhưng vũ khí của họ là biểu tượng địa vị của họ và dùng khi gặp nguy hiểm.

### 4.Nakahara ở tỉnh Sagami(相州仲原,Sōshū Nakahara?)
Núi Phú Sĩ hiện lên với thân hình đồ sộ với hai bên sườn dài, trước mặt nó là quang cảnh những người dân và lữ khách - gồm người hành hương, thương gia, một phụ nữ làm nông và một ngư dân - đang qua lại trên đường. Đây là một trong những thiết kế đơn giản mà lại đạt được nhiều thành công của ông. Bằng cách tối giản các yếu tố phụ ở tiền cảnh, Hokusai tạo ra đủ không gian để hiển thị đầy đủ nhân vật và hoạt động sống động của họ, vốn là chủ đề chính mà tác giả hướng tới. Như thường lệ, Hokusai làm cho khung cảnh trở nên thú vị bằng cách kết hợp đa dạng các chi tiết. Ví dụ, người phụ nữ vừa cõng con trên lưng vừa gánh cơm tới cho người chồng đang làm lụng trên cánh đồng. Bữa ăn đựng trong một cái thúng và được cô giữ trên đầu bằng tay trái. Tay còn lại cầm cuốc cùng một cái ấm nước treo trên đó. Nakahara được xác định thuộc Hiratsuka ngày nay, nơi những người hành hương đến núi Oyama sẽ rẽ khỏi tuyến đường Tōkaidō và tiếp tục cuộc hành trình dọc theo đường Oyama. Một nhà hành khất (rokujuroku-bu) tay cầm chiếc trượng cùng với ban thờ di động trên lưng, người thương gia cạnh đó bận ngắm nhìn quanh cảnh ngọn núi, bọc hành lý của người này một lần nữa xuất hiện ký hiệu của nhà xuất bản Eijudō. Quay lưng lại với người xem là một bức tượng đá bên đường của vị thần Fudō, chắc chắn dùng để đánh dấu con đường đến Oyama. Ngôi nhà ở phía trước có sừ dụng một loại bù nhìn: bằng cách gắn lục lạc lên ba cọc dây căng ngang. Có lẽ chúng phát ra âm thanh khi có gió thổi, hoặc nếu có chim đậu lên dây. Thời điểm đang là mùa thu, có thể thấy qua tông vàng trải dài ở vùng đất phía sau. Đám mây xanh lơ lửng bên trái của Phú Sĩ được in bằng kỹ thuật ita-bokashi (chuyển màu khối), trong đó các cạnh sẽ được mài mòn để hoa tiết khi in có vẻ bị xước.

### 5.Ōno Shinden ở tỉnh Suruga(駿州大野新田,Sunshū Ōno-shinden?)
Ōno nằm gần phía nam núi Phú Sĩ, tọa lạc giữa hai trạm nghỉ Hara và Yoshiwara thuộc tuyến đường Tōkaidō. Quang cảnh của một buổi sáng sớm trên cánh đồng Ōno, nơi đàn diệc trắng lướt qua mặt nước cùng ánh bình minh chiếu rọi từ hướng đông. Phú Sĩ mọc lên sừng sững giữa một vùng đầm lầy phủ sương, chạm đến tận mép trên của hình ảnh. Không khí thanh bình này trái ngược hoàn toàn với hoạt động của con người được miêu tả ở phía trước. Một nhóm nông dân dắt bò với đầy bó sậy chất trên lưng, hai người phụ nữ đi đầu mang những bó nhỏ hơn. Họ đã hoàn thành công việc buổi sáng và đang uể oải hướng về nhà. Trong thời kỳ Edo, các shōgun và chính quyền địa phương đã nỗ lực mở rộng diện tích đất canh tác vừa để hỗ trợ dân số đang ngày càng tăng, và vừa để tăng diện tích đất chịu thuế. Những khu đất như vậy thường được gọi "Cánh đồng mới" (Shinden). Cánh đồng Ōno trong hình ảnh được mô tả là một vùng đất đầm lầy rộng lớn, có lẽ được dành cho canh tác cây lau sậy. Khung cảnh lý tưởng nơi những người nông dân trở về nhà sau một buổi sáng lao động được kết với với tinh thần của ngọn núi Phú Sĩ, thể hiện quan niệm của Hokusai về cuộc sống con người là một phần không thể thiếu và gắn liền với thế giới tự nhiên.

### 6.Leo núi Phú Sĩ(諸人登山,Shojin tozan?)
Nhóm những người leo núi đang nỗ lực vươn lên đỉnh núi Phú Sĩ, nơi nằm ngoài khung hình. Cả đoàn mặc áo choàng trắng, gồng mình đứng vững giữa những mỏm đá gồ ghề và hoang dã của sườn núi. Người này giúp người kia, họ đang nhích dần đến một hang động ở góc phải trên, nơi nghỉ chân dành cho những người leo núi. Mọi người trong đó đều co ro trước một buổi sáng lạnh giá với độ cao này. Đây có thể là chính hang động Eboshi-iwa, nơi Jikigyō Miroku đã tuyệt thực đến chết vào ngày 17 tháng 7 năm 1733, rồi từ đó thành lập nên "Giáo phái Phú Sĩ" (Fuji shinko). Sắc đỏ của bầu trời báo hiệu bình minh sắp lên. Cảm giác về những khe đá gồ ghề được thể hiện qua những đường nét kỳ lạ, điểm thêm những nét chấm phá nhấn mạnh. Làn sương mù bốc lên giữa mỏm đá cho cảm giác về độ cao. Mặc dù lặp đi lặp lại, tư thế của những người leo vẫn tỏ rõ sự khó khăn trong công cuộc chinh phục nơi đây. Đối với người Nhật, Phú Sĩ từ xưa đã trở nên thiêng liêng bởi độ cao và vẻ đẹp hoang dã của nó. Các môn đồ giáo phái Phú Sĩ vẫn thường thực hiện chuyến hành hương đến ngọn núi hàng năm, mỗi người đều mang bộ đồ trắng cùng với một cây gậy trên tay. Ngày nay, hoạt động leo núi không chỉ còn trong lĩnh vực tôn giáo mà còn liên quan đến cả thể thao. Cứ vào ngày 1 tháng 6 hàng năm, ngọn núi sẽ được mở cửa dành cho những người dám chinh phục nó. Khả năng cao đây là thiết kế cuối cùng để hoàn thiện bộ mười bản in bổ sung. Khác với những góc nhìn xa xôi thường thấy, nơi Phú Sĩ xuất hiện một cách bao quát và khách quan, tác phẩm này hướng đến trải nghiệm chủ quan, chân thực trên chính sườn núi, tựa như một lời kết dành cho bộ tác phẩm.

### 7.Vườn chè Katakura ở tỉnh Suruga(駿州片倉茶園の不二,Sunshū Katakura chaen no Fuji?)
Suruga (nay thuộc tỉnh Shizuoka) có độ nổi bật đáng kể trong bộ tác phẩm Ba mươi sáu cảnh núi Phú Sĩ với bốn bản in dành riêng cho nơi đây. Bản in này tiếp tục được Hokusai mô tả về công việc và cuộc sống tại một đồn điền chè ở tỉnh thành này. Mặc dù không ai biết chúng bắt đầu được nuôi trồng ở Shizuoka từ khi nào, nhưng ngành sản xuất chè ở vùng này đã nổi tiếng từ thời kỳ Muromachi (1329-1573). Ngày nay chè vẫn là một loại cây trồng quan trọng của khu vực, nguồn cung cho khắp Nhật Bản và xuất khẩu ra toàn thế giới. Đây là một trong những tác phẩm tỉ mỉ của Hokusai, bản in cho thấy một đồn điền được bao bọc bởi một dòng nước chảy xen giữa những bãi đất. Những người phụ nữ xếp thành từng hàng để hái trè, mỗi người họ đều đội chiếc nón tròn làm từ che. Những cánh đồng chè tiếp tục trải dài cho đến phía chân trời, nơi ngọn núi Phú Sĩ phủ đầy tuyết trắng mọc lên tạo cảm giác vững chãi và che chở cho khung cảnh phía dưới. Đứng trước đó, những người đàn ông chịu trách nhiệm vận chuyển lá chè mới hái về kho và có thể là cả bằng sức ngựa. Những người khác bao gồm một người đàn ông bỏ chè vào giỏ, một người sửa guốc rơm cho ngựa, trong khi một người khác đang cố gắng kéo con thú bất đắc dĩ của mình băng qua cây cầu. Mặc dù bố cục mang đến một cái nhìn về hoạt động của một đồn điền chè, các nhà phê bình cho rằng nó quá chi tiết và chật hẹp - có lẽ sẽ thích hợp cho sách minh họa hơn là bản họa đơn. Hokusai trước đây từng là một họa sĩ minh họa sách, có thể thấy về quá trình đào tạo và thói quen trước đây của ông. Tuy nhiên việc xử lý màu sắc giúp hình ảnh vẫn giữ được sự rõ ràng và rành mạch.

### 8.Phú Sĩ nhìn từ Kanaya thuộc Tōkaidō(東海道金谷の不二,Tōkaidō Kanaya no Fuji?)
Bản in mô tả toàn lữ khách băng qua sông Ōi, ngăn cách giữa Kanaya ở bờ tây và Shimada ở bờ đông. Với dòng chảy xiết đặc trưng, sông Ōi được cho là chướng ngại vật khó khăn nhất đối với khách đi đường, thậm chí còn khó hơn đèo Hakone dốc đứng. Khu vực này thường xuyên bị ngập lụt và có thể không qua được trong vài ngày. Ngoài ra, không có cây cầu nào được bắc qua như một chiến lược quân sự để ngăn chặn bước tiến của kẻ thù trong thời kỳ chiến tranh. Sự nghiên cứu trước đó của Hokusai với phong cách thiết kế truyền thống của môn phái Rimpa đã giúp ông tạo ra thiết kế ấn tượng tuyệt đẹp này với hình ảnh con người đang vật lộn để vượt qua ghềnh nước. Sự nhấp nhô của sóng được thể hiện qua những dòng bọt trắng uốn lượn, xen giữa chúng là những dòng chảy nhỏ hơn với đường nét mỏng và nhạt. Tại vùng nước sâu đến ngực, lữ khách được kiệu trên vai của những cu li, trong khi một số người giàu có hơn sẽ thuê cả đội để khuôn kiệu và hành lý của họ. Ở phía ngoài cùng bên trái, một gói quần áo lớn được phủ vải có ghi trên đó ký tự kotobuki (hạnh phúc) đang được chuyển vào bờ; nó thuộc về một cô dâu sắp cưới bên bờ kia sông. Một số du khách mang ký hiệu của Eijudō, nhà xuất bản của bộ tác phẩm, trên gói hàng của họ. Tuy ghềnh nước qua bức tranh chỉ là mô hình tĩnh, cuộc đấu tranh của những lữ khách và những người đi đường vẫn được truyền tải một cách hùng hồn. Thiết kế của các con sóng khác biệt đáng kể so với trong Sóng lừng, gợi nhớ đến các bản in trước đó mà Hokusai đã từng thử nghiệm phối cảnh và tạo bóng chiaroscuro của phương Tây. Đồng thời, bản in này cho thấy phong cách thiết kế thú vị mà Hokusai đã kế thừa từ truyền thống hàng thế kỷ của Nhật Bản. Bên kia sông là con đê. Các bờ kè của nó được làm bằng cách xếp chồng những chiếc lưới tre chứa đầy sỏi trong đó. Từ đó có thể thấy thị trấn Shimada nằm giữa chúng.

### 9.Bình minh tại Isawa ở tỉnh Kai(甲州伊沢暁,Kōshū Isawa no Akatsuki?)
Thị trấn nhỏ Iwasa nằm cạnh sông Fuefuki, phía đông của Kōfu (tỉnh Yamanashi hiện nay). Vào thời Edo, Isawa là một trạm nghỉ thuộc Kōshū Kaidō, một trong năm tuyến đường chính dẫn từ Edo đến Kōshū và hồ Suwa. Hokusai mô tả thị trấn với nhiều nhà trọ và nhà hàng dành cho khách du lịch, một số người đã lên đường trước khi mặt trời mọc, trong khi những người khác đang chuẩn bị rời đi trước cửa nhà trọ. Với khối gỗ in chính màu đen, đây là một trong những bản in cho thấy "mặt sau" của núi Phú Sĩ (ura-Fuji), được cho là góc nhìn bổ sung của 36 cảnh chính. Dòng sông và con đường cũng mang màu sẫm, điểm xuyết bởi những chiếc nón rơm tròn màu vàng. Bố cục không có gì đặc biệt, thiếu điểm nhấn nổi bật bởi quá nhiều người và nhà đông đúc, tuy nhiên ánh sáng tự nhiên vẫn được Hokusai xử lý một cách tuyệt vời. Giống với nhiều tác phẩm khác của cả bộ, Hokusai tiếp tục ngụ ý so sánh núi Phú Sĩ với hòn đảo vĩnh cửu, núi Bồng Lai trong thần thoại Trung Hoa bằng cách cho ngọn núi lửa xuất hiện từ xa, bị ngăn cách với thế giới con người bởi làn sương sớm dày đặc, cùng với một bầu trời nhuốm đỏ của ánh mặt trời mọc xung quanh nó.

### 10.Mặt sau Phú Sĩ nhìn từ sông Minobu(身延川裏不二,Minobu-gawa ura Fuji?)
Hokusai thích thể hiện núi Phú Sĩ hùng vĩ từ xa hoặc cận cảnh với hai bên sườn dài của nó. Bản in có bố cục phong phú này đặt Phú Sĩ giữa các ngọn núi khác hai bên, chúng đều có có răng cưa, điển hình của tranh phong cảnh Trung Quốc. Được biết, Hokusai đã nghiên cứu hội họa Trung Quốc thông qua cuốn sách Kaishien gaden nổi tiếng, phổ biến rộng rãi ở Nhật Bản từ thế kỷ 17. Băng qua một thung lũng hẹp dọc, men theo dòng sông chảy xiết với những ngọn núi nhô cao sừng sững từ những đám mây dày đặc, đoàn người như lạc vào một thế giới huyền bí trong thần thoại Trung Hoa. Dưới những lớp mây, sông Minobu dâng lên từng đợt sóng lăn tăn, được biểu thị bằng nhiều chấm xanh đậm. Tuy nhiên, Hokusai có thể đã nhầm lẫn về vị trí địa lý và đặc điểm của dòng sông Minobu ở đây. Trên con đường cạnh đó, một người đàn ông dẫn ngựa đi bên phải, trong khi hai người mang kiệu theo hướng ngược lại. Để tạo nên bề mặt thô ráp và tăng cường hình dạng kỳ lạ cho những dãy đá, Hokusai sử dụng các nét vẽ xoắn và rẽ nhánh, một hiệu ứng mà yêu cầu người thợ khắc phải khéo léo thực hiện. Theo truyền thống, Phú Sĩ với góc nhìn từ phía tây sẽ được gọi là "mặt sau của Phú Sĩ" (ura-Fuji), mặt này của ngọn núi được biết đến với sườn dốc và gồ ghề. Mười bản in bổ sung cho ba mươi sáu bản ban đầu của bộ tác phẩm đều thể hiện mặt sau của ngọn núi lửa, nhưng chỉ duy nhất bản in này mang tiêu đề "mặt sau của Fuji".

## Các phiên bản xanh Phổ (aizuri-e)

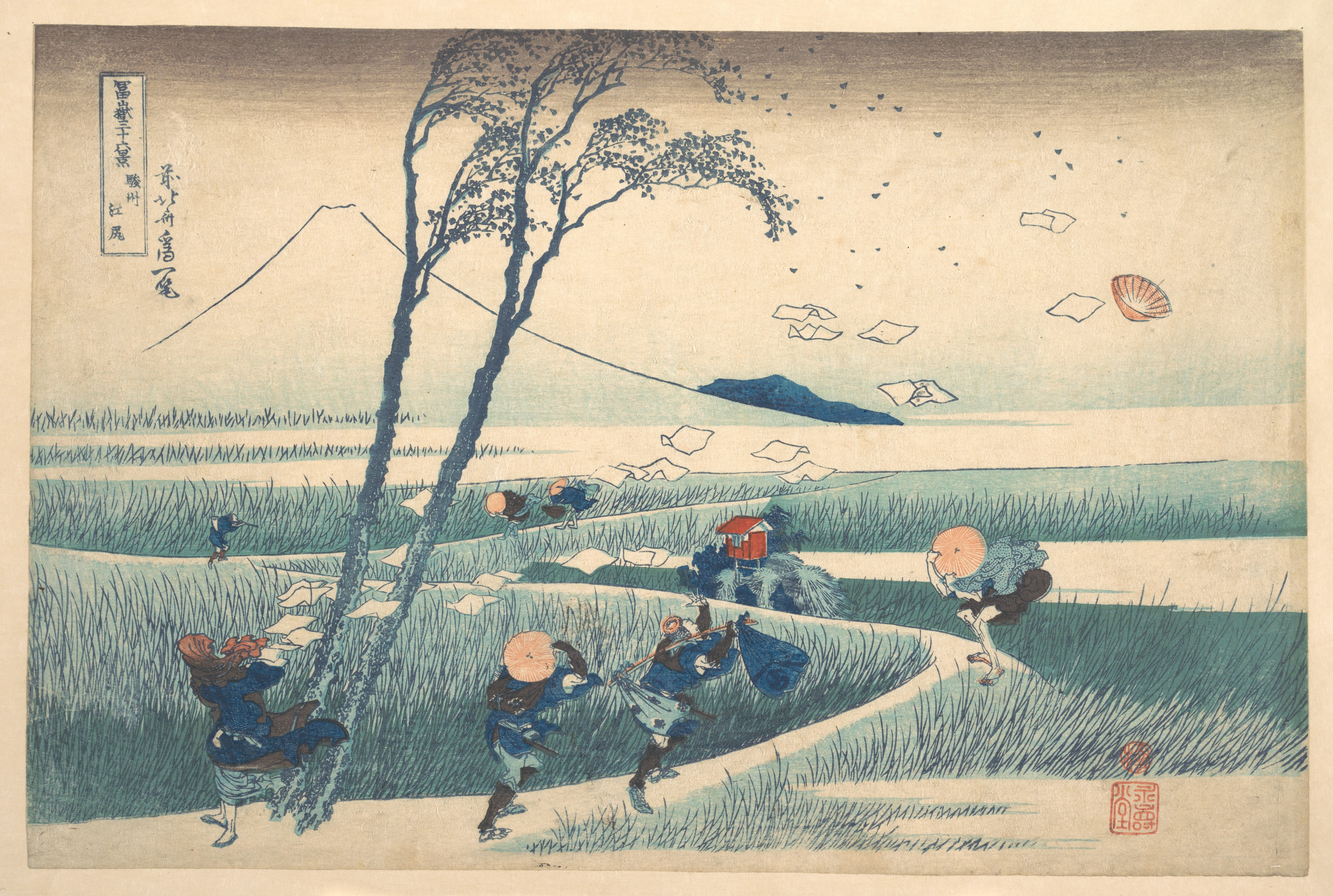
Ejiri ở tỉnh Suruga, một trong năm bản in nhóm 2 với xanh Phổ làm chủ đạo.

10 thiết kế đầu tiên của bộ tác phẩm đều có chung một đặc điểm nổi bật, trong đó 5 mẫu được thực hiện hoàn toàn bằng màu xanh Phổ nhập khẩu, 5 mẫu còn lại cũng sử dụng sắc tố tổng hợp này làm chủ đạo. Tất cả các bản in đều có liên quan mật thiết đến nước, cả về địa điểm địa lý và các hoạt động đang được mô tả. Cụ thể: bãi biển Shichiri nhìn ra Enoshima, nơi có đền thờ nữ thần nước Benten; đảo Tsukuda nằm ở cửa sông Sumida và đầu vịnh Edo, tuyến đường thủy quan trọng của Edo; Ushibori là một eo biển chắn đầu hồ Kasumigaura trước khi đổ ra đại dương, một mắt xích quan trọng trong hệ thống thủy lợi của lưu vực sông Tone; Suwa là hồ thượng nguồn của dòng sông Tenryū hùng vĩ; và Kajikazawa là ghềnh nước ở đầu sông Phú Sĩ. Vào đầu những năm 1830, sắc tố tổng hợp này phổ biến đến nỗi nhà xuất bản Eijudō ban đầu dự định sẽ sử dụng nó làm khối in chính trong cả bộ tác phẩm, thay vì màu đen như thông thường. Tuy nhiên, mực tổng hợp dường như có nhiều tác động xấu đến sản phẩm, và kế hoạch đã bị bỏ dở đối với 10 bản in bổ sung cuối.

Nhóm thứ 2 với năm bản in còn lại, xanh Phổ được sử dụng dường như thiên về thời gian hơn là địa điểm - theo quan sát của giáo sư Tadashi Kobayashi về lễ hội đầu năm ở Asakusa Honganji và Umezawa. So với nhóm đầu tiên thường mang một không khí tĩnh mịch, dấu hiệu về thời gian cũng như yếu tố con người rất ít xuất hiện. Ở nhóm thứ hai, một Ejiri trong cơn gió đông bất chợt cuốn đoàn người đi đường theo nó, hai cảnh còn lại của Mishima và Tōtōumi miêu tả hoạt động con người trên vùng miền núi. Nhìn chung, màu sắc được thêm đều vào phù hợp với những không khí lễ hội hay quang cảnh hoạt động hơn.

5 bản in thuần xanh Phổ
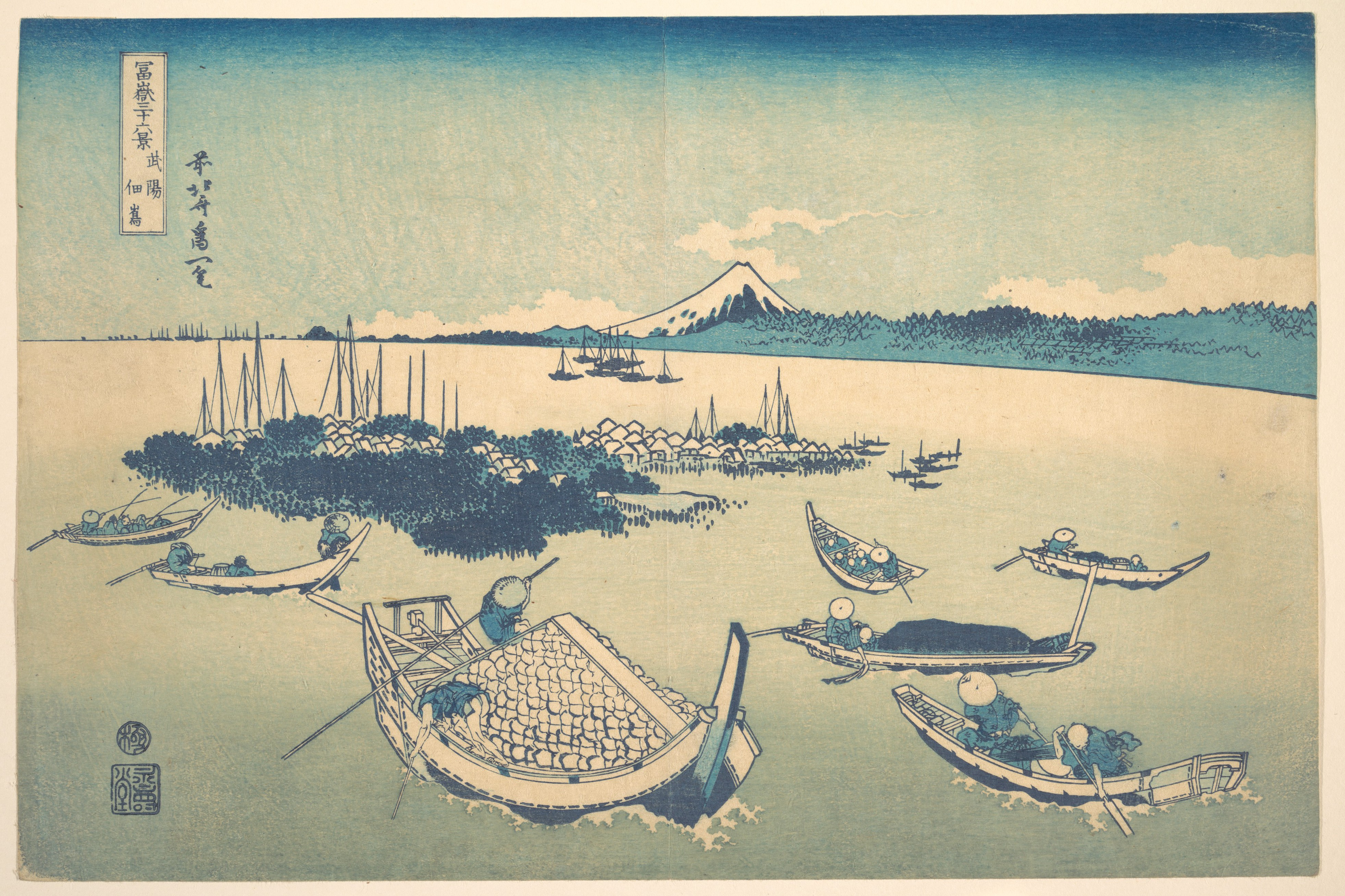
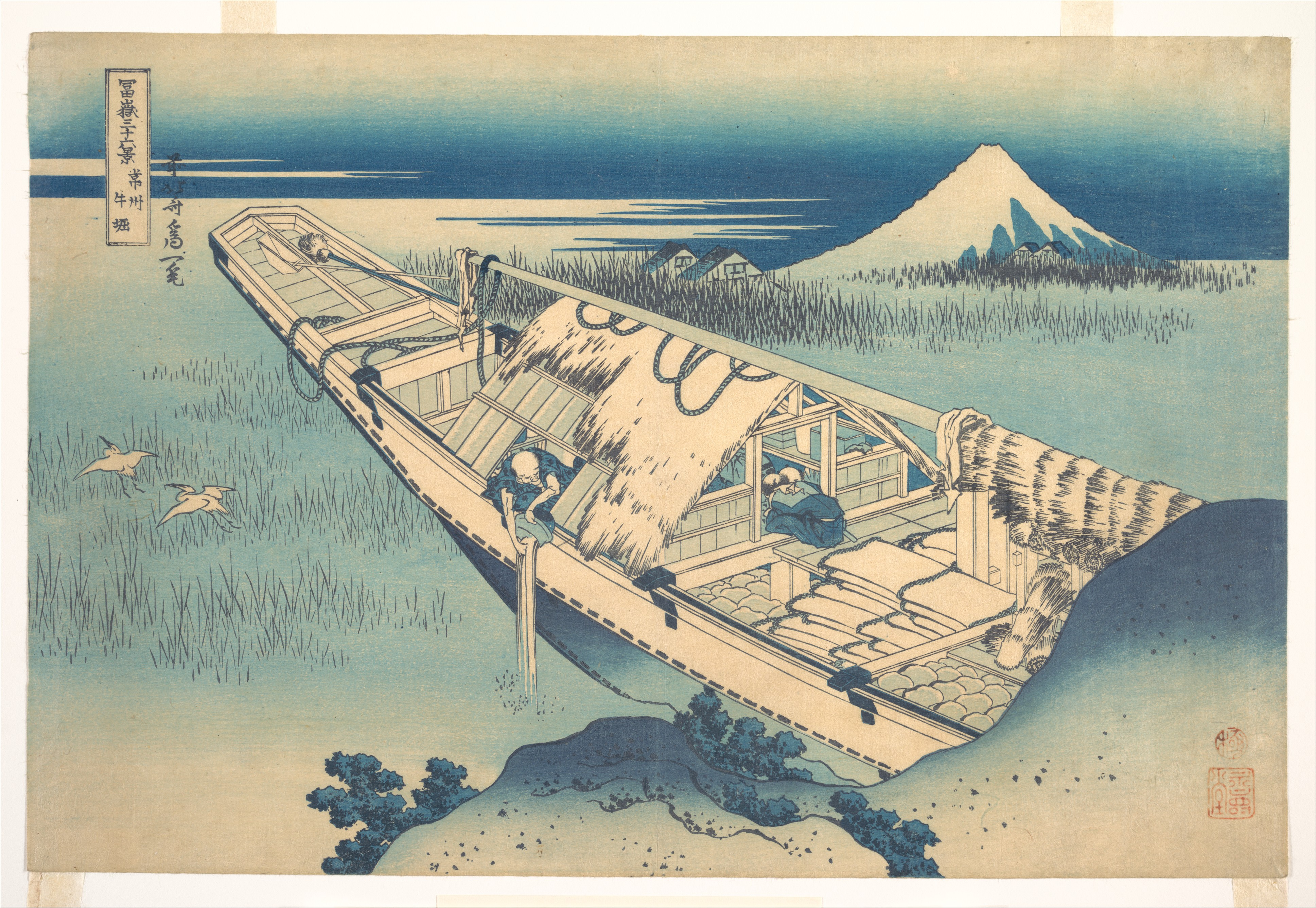
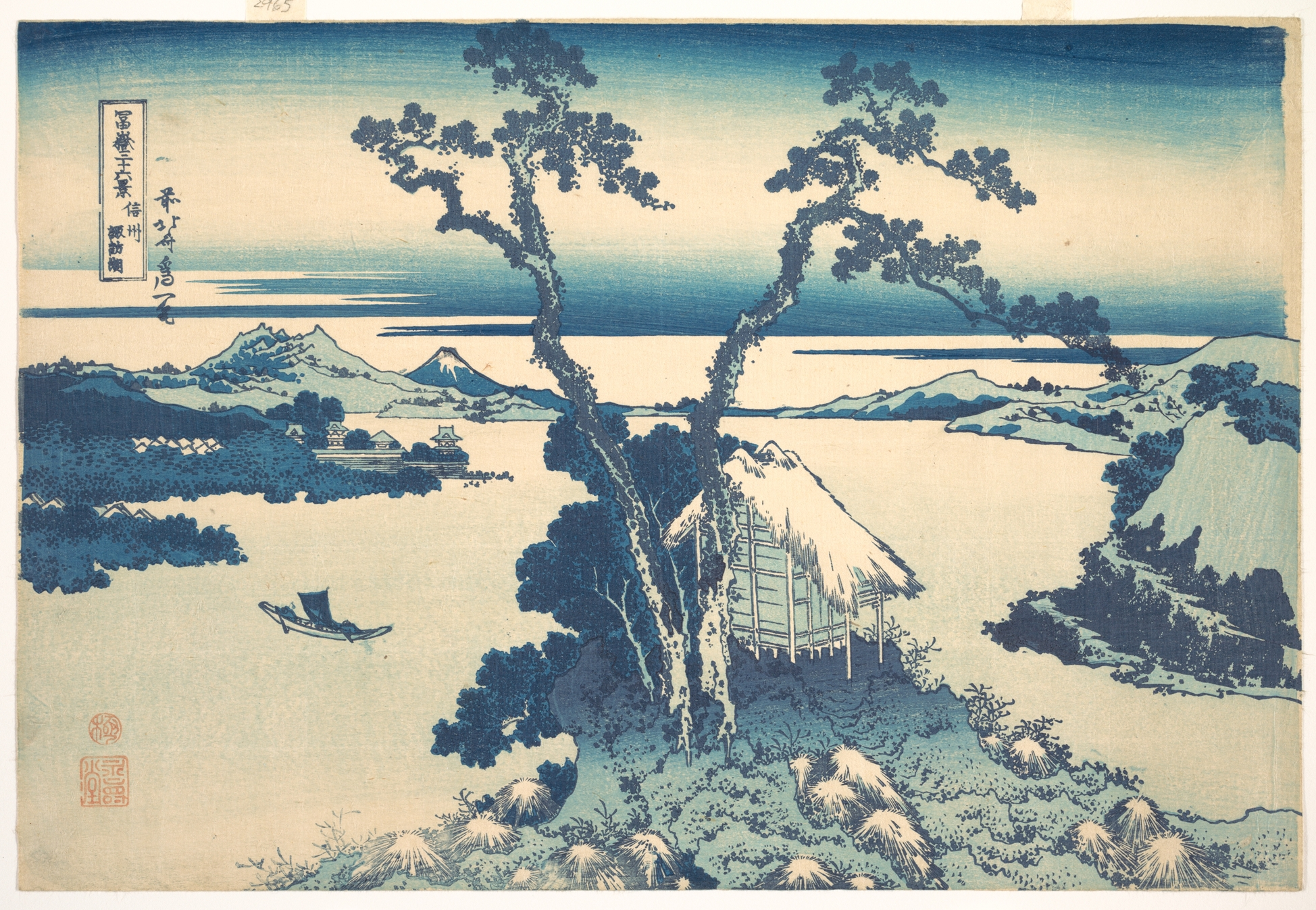
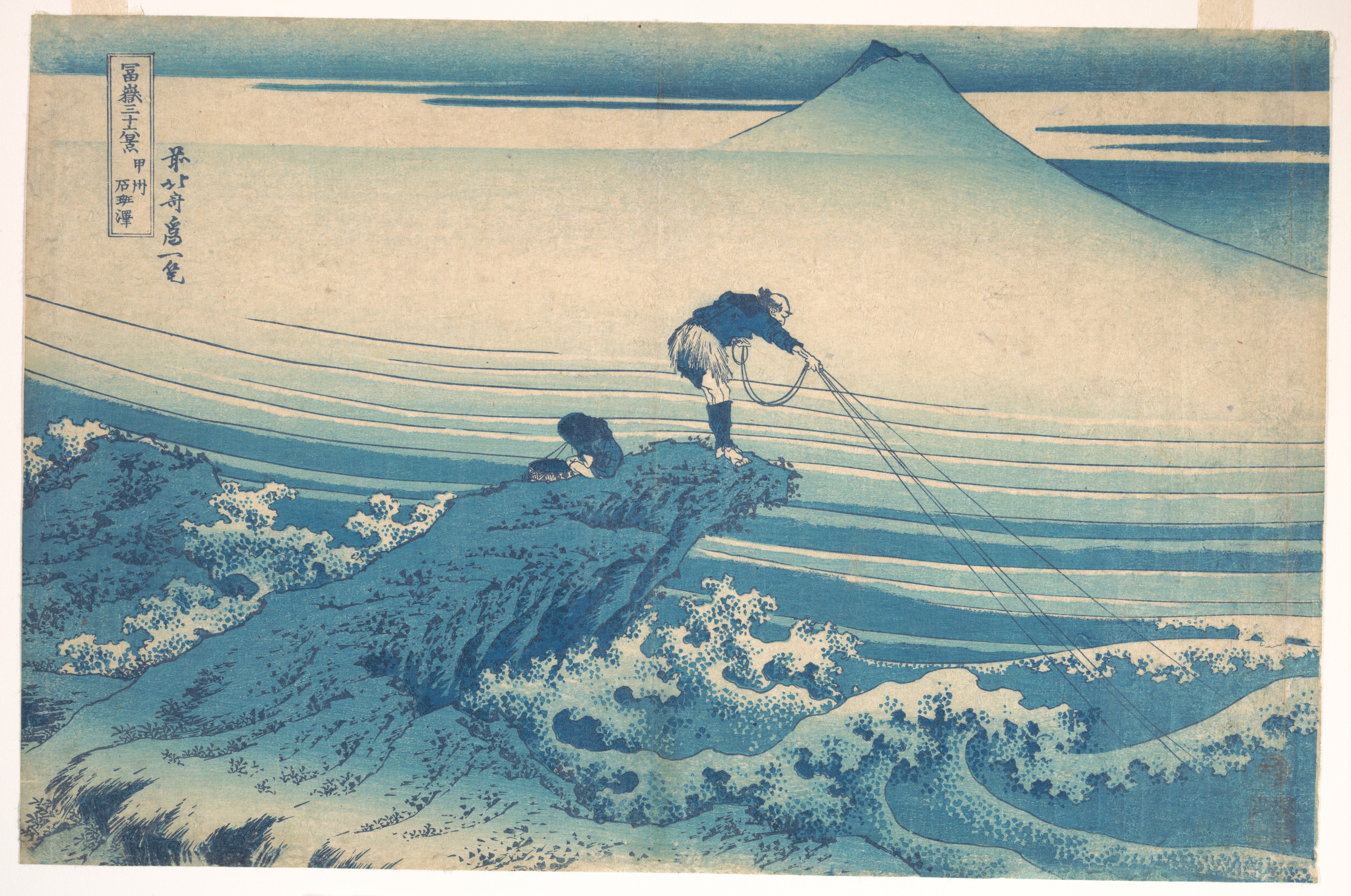

- Tập tin:Tập

## Sách tham khảo
- White, Julia M.; Brandon, Reiko M.; Woodson, Yoko (1998). Hokusai and Hiroshige: Great Japanese Prints from the James A. Michener Collection. ISBN 978-0295977669.
- Forrer, Matthi (1991). Hokusai: Prints and Drawings (bằng tiếng Anh). Prestel. ISBN 978-3791342221.
- National Gallery of Victoria. HOKUSAI ART LABELS (PDF).
- Jansen, Marius B. (2000). The Making of Modern Japan. Harvard University Press. ISBN 9780674003347.
- Carpenter, John T. (2005). Hokusai and His Age: Ukiyo-e Painting, Printmaking and Book Illustrations in Late Edo Japan. Hotei. ISBN 978-9074822572.
- Nagata, Seiji (1999). Hokusai: Genius of the Japanese Ukiyo-e. Tokyo: Kodansha.
- Smith, Henry D. (1988). Hokusai: One Hundred Views of Mt. Fuji. New York: George Braziller, Inc., Publishers. ISBN 0807611956.